# Saló Internacional del Còmic de Barcelona de 2018
El 36è Saló Internacional del Còmic de Barcelona se celebrà entre el dijous 12 i el diumenge 15 d'abril de 2018 als pavellons 2, 4, 5 i a la plaça Univers de la Fira de Barcelona de Montjuïc.
La distribució de l'espai canvià respecte a l'anterior edició, prescindint del pavelló 1 i incorporant els pavellons 4 i 5, dedicats a tallers, exposicions, conferències i taules rodones. Malgrat el canvi, el Saló conservà el mateix espai i comptà de nou amb una superfície de 50.000 m². També, el Saló incorporà una nova zona destinada als infants d'entre 5 i 12 anys, que comptà amb una capacitat de 3.000 m². Aquest recinte, anomenat "Comic Kids", exhibí l'exposició "Com es fa un còmic" i va oferir tallers de tècniques i procediments de creació de còmics, a més de xerrades i altres activitats pels infants.
Meritxell Puig s'estrenà com a nova directora del Saló després que Carles Santamaría hagués ostentat el càrrec al llarg de 12 edicions seguides. Degut a motius de salut, a l'octubre Santamaría passà el relleu a Meritxell Puig, que des de juny de 2017 és també directora general de Ficomic.
L'apartat d'exposicions comptà amb mostres sobre Jack Kirby, les revistes del boom del còmic per a adults o Super Llopis, a més de les habituals exposicions dedicades als guanyadors de l'edició anterior. Totes elles comptaren amb Toni Guiral com a comissari principal. L'exposició dedicada al dibuixant Jack Kirby, "Jack Kirby, the king of comics", fou un homenatge amb motiu del seu centenari i exhibirà originals de personatges com Els Quatre Fantàstics, X-Men, Hulk, Thor, o Iron Man. "Les revistes del boom del còmic" recordarà a publicacions com 1984, El Víbora, Comix Internacional, Creepy, Cimoc, Makoki o Zona 84, entre d'altres. Finalment, una darrera exposició central fou la dedicada a l'heroi Super Llopis, amb motiu del 45è aniversari del naixement del personatge creat el 1973 per Jan.
Les demés exposicions, dedicades als premis de l'anterior edició del Saló, foren la de Josep Maria Martín Saurí (Gran Premi del Saló), Jamais je n'aurai 20 ans de Jaime Martín (Millor obra), Javi Rey (Autor revelació) i Paranoidland (Millor fanzine).
A més de l'aniverari de Super Llopis, el 2018 és també l'any del 60è aniversari de Mortadel·lo i Filemó. En homenatge als dos famosos agents secrets creats Francisco Ibáñez, el Saló organitzà en aquesta ocasió un pòdium de debat amb la participació de l'actor i dibuixant Carlos Areces (Autor Revelació de 2008) i el propi Ibáñez. És un fet habitual que el Saló celebri els aniversaris de Mortadel·lo i Filemó, tal com ja havia passat el 1998 (40è aniversari) i el 2008 (50è aniversari), anys en els quals el Saló havia dedicat una exposició especial als cèlebres personatges d'Ibáñez.

## Cartell
El cartell fou presentat el dimarts 6 de febrer al centre cultural Arts Santa Mònica. L'artista encarregat enguany de la il·lustració ha sigut Jan, en homenatge al 45è aniversari de la creació del seu heroi Super Llopis. A més, una exposició amb 70 originals comissariada per Toni Guiral completarà l'homenatge a l'autor. És la segona vegada a la història que Jan s'encarrega de dibuixar el cartell del Saló. Ja ho havia fet a l'edició de 2003, després que l'any anterior hagués obtingut el Gran Premi del Saló. També, l'homenatge d'enguany a Jan coincideix amb l'estrena el novembre de la pel·lícula Superlópez, dirigida per Javier Ruiz Caldera.
El cartell mostra les dues Torres Venecianes de la Plaça d'Espanya, convertides en unes potes caminants pertanyents al llit de Little Nemo. De sota del llit hi surt una multitud de personatges com Mortadel·lo i Filemó, El Guerrero del Antifaz, Hulk, Blacksad, Wonder Woman i personatges del mateix autor com Pulgarcito o Super Llopis.

## Exposicions

### Exposicions centrals
- Jack Kirby, the king of comics. Exposició sobre l'obra de Jack Kirby, que per ser el creador de superherois tan populars com Els Quatre Fantàstics, el Capità Amèrica, Thor, els Venjadors o X-Men, s'ha guanyat el sobrenom de "el rei del còmic". La primera part de l'exposició se centrarà en repassar la trajectòria professional de l'autor. La segona part, per contra, mostrarà il·lustracions originals de les seves sèries més populars.

- Les revistes del boom del còmic (per adults). Exposició dedicada a l'època coneguda com el boom del còmic adult, l'inici de la qual es sol fixar amb la publicació de la revista Totem el 1977. A la qual seguiren revistes com 1984, El Víbora, Comix Internacional, Creepy, Cimoc, Cairo, Rambla o Makoki, entre d'altres. Passats 40 anys del boom del còmic adult, l'exposició repassarà els autors, publicacions i editorials protagonistes d'aquesta època. En una extensa segon apartat, l'exposició també mostrarà dos originals de 75 autors diferents, deixant palesa la gran varietat d'estils i tendències que van marcar el boom.

- Superlópez x Jan. Exposició dedicada a Super Llopis, el superheroi creat per Jan el 1973. En el seu 45è aniversari, el Saló li ret homenatge amb una mostra formada per 70 originals de l'autor. L'exposició repassarà els diversos mons fantàstics pels quals ha passat el superheroi, els països i llocs reals que han aparegut a les seves aventures, els enemics als quals s'ha confrontat i el amics que l'acompanyen més habitualment en les seves aventures. Addicionalment, hi haurà un espai dedicat a la pel·lícula Superlópez de Javier Ruiz Caldera, l'estrena de la qual està prevista pel novembre i que comptarà amb l'actor Dani Rovira com a protagonista principal que interpretarà a Super Llopis.
- Dead Inside. "covers" publicades en el còmic Dead Inside (Dark Horse-Planeta d'Agostini), de John Arcudi i Toni Fejzula. Autors: Roger Vidal, Diego Olmos, Fernando Blanco, Alba Cardona, Raquel Ródenas, Enrique Fernández, Manu Ripoll, Oriol Hernández, Sagar, Roger Ibáñez.
- Dibujos por sonrisas. Aquesta exposició és una mostra del gran talent que es pot trobar al web de Dibujos por Sonrisas. Molts dels grans autors de l'escena nacional i internacional que assistiran al 36 Saló Internacional del Còmic de Barcelona, realitzaran un dibuix en viu en aquesta gran exposició i que en finalitzar el Saló se subhastaran en benefici de les persones refugiades.

### Exposicions dels premis del Saló de 2017
- Josep Maria Martín Saurí. Exposició dedicada a l'autor Josep Maria Martín Saurí, darrer Gran Premi del Saló.

- Jamás tendré 20 años. Exposició dedicada al còmic Jamais je n'aurai 20 ans (Jaime Martín), proclamat millor obra del Saló de 2017.

- Javi Rey. Exposició dedicada a l'autor revelació de 2017, que fou Javi Rey amb Intemperie.

- Paranoidland. Exposició dedicada al millor fanzine del 2017, guardó atorgat al fanzine Paranoidland. El fanzine va comptar amb sis entregues que foren publicades entre juliol de 2015 i maig de 2016.

### Exposicions a l'espai "Comic Kids"
- Com es fa un còmic?. Exposició didàctica destinada al públic d'entre 5 i 12 anys que explica el procés creatiu d'un còmic. És una mostra expressament realitzada per autors nacionals especialistes en el còmic per a infants.

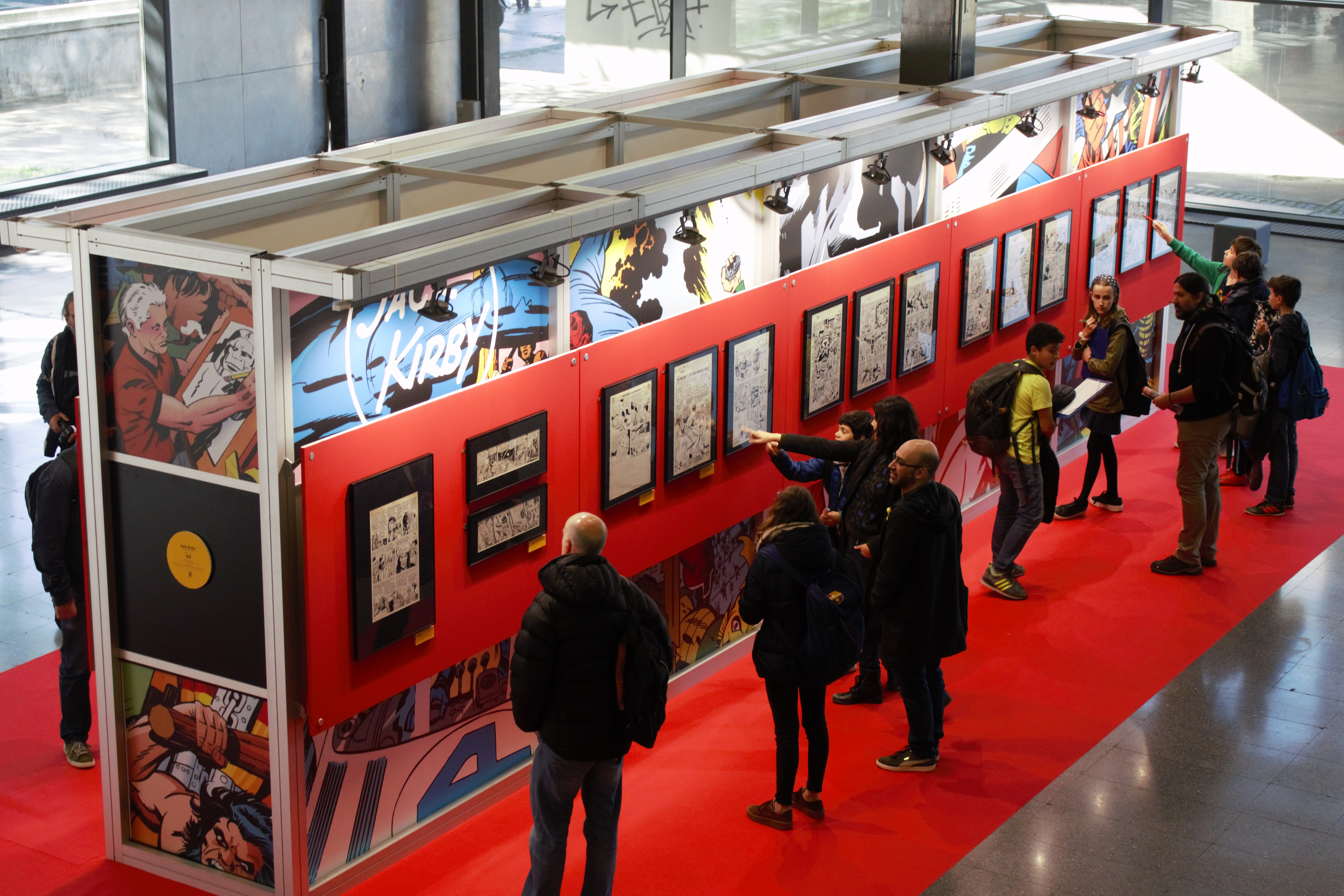
Vista general de l'exposició "Jack Kirby, the king of comics".
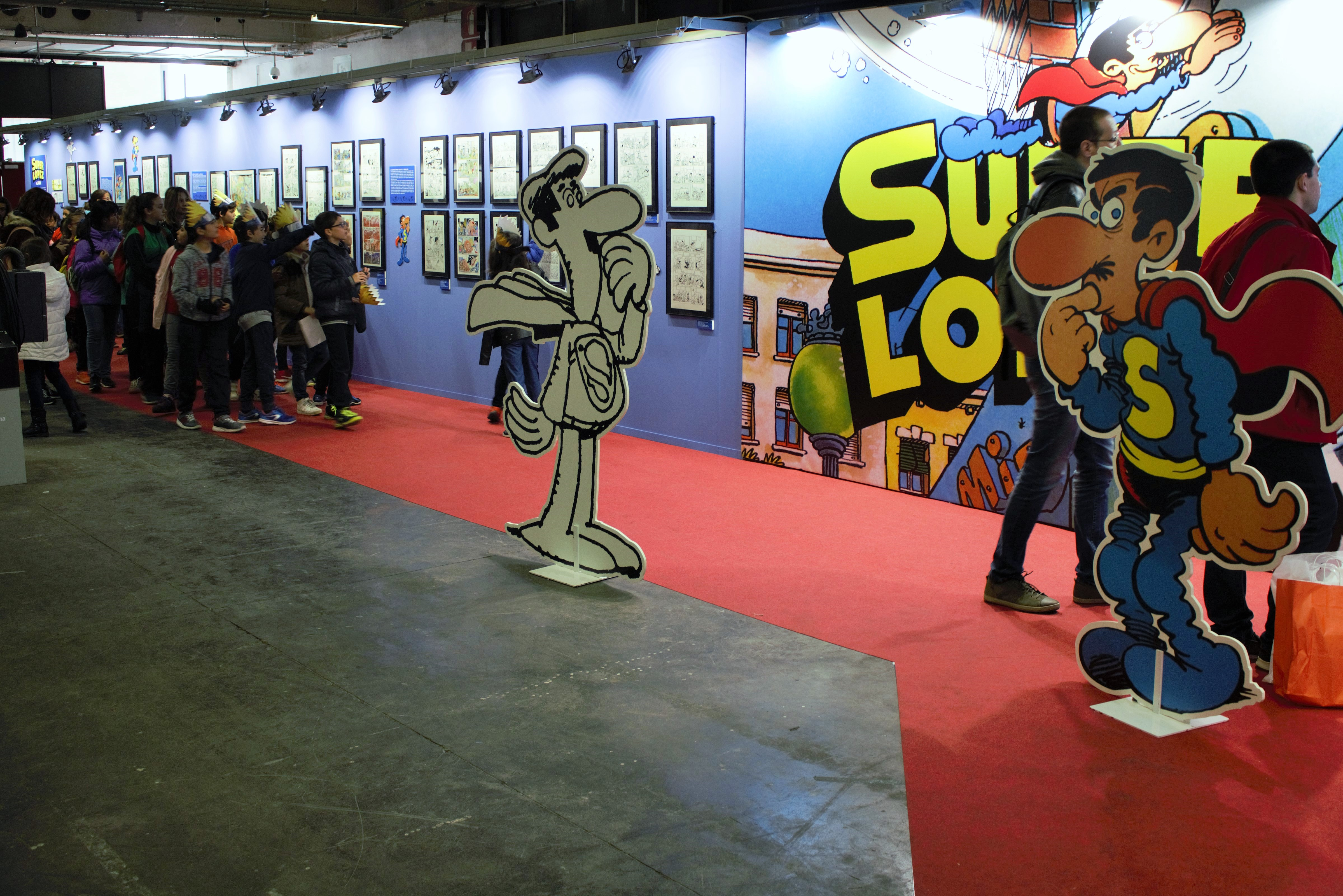
Exposició Super López x Jan.
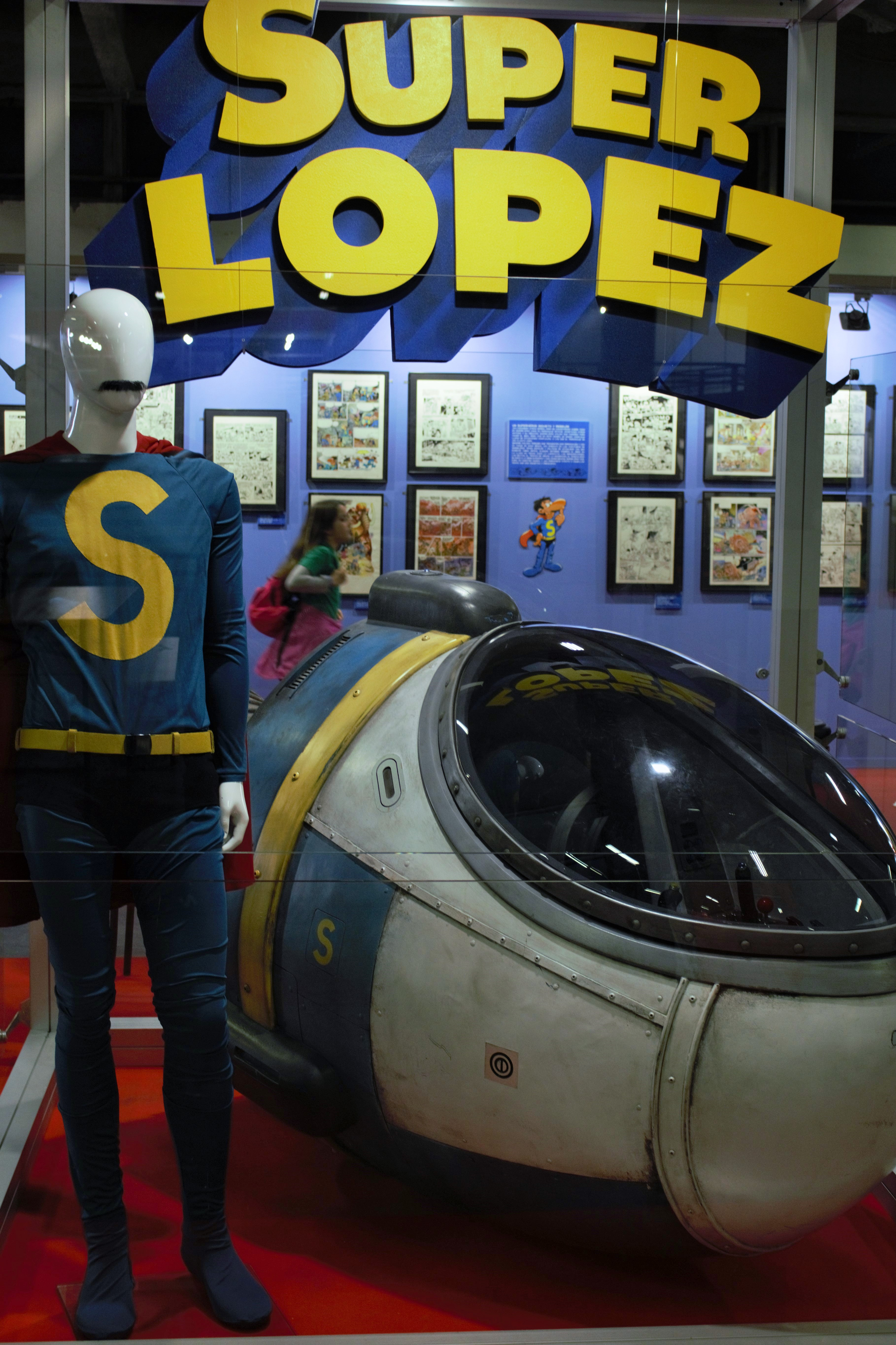
Detall de Super López x Jan.
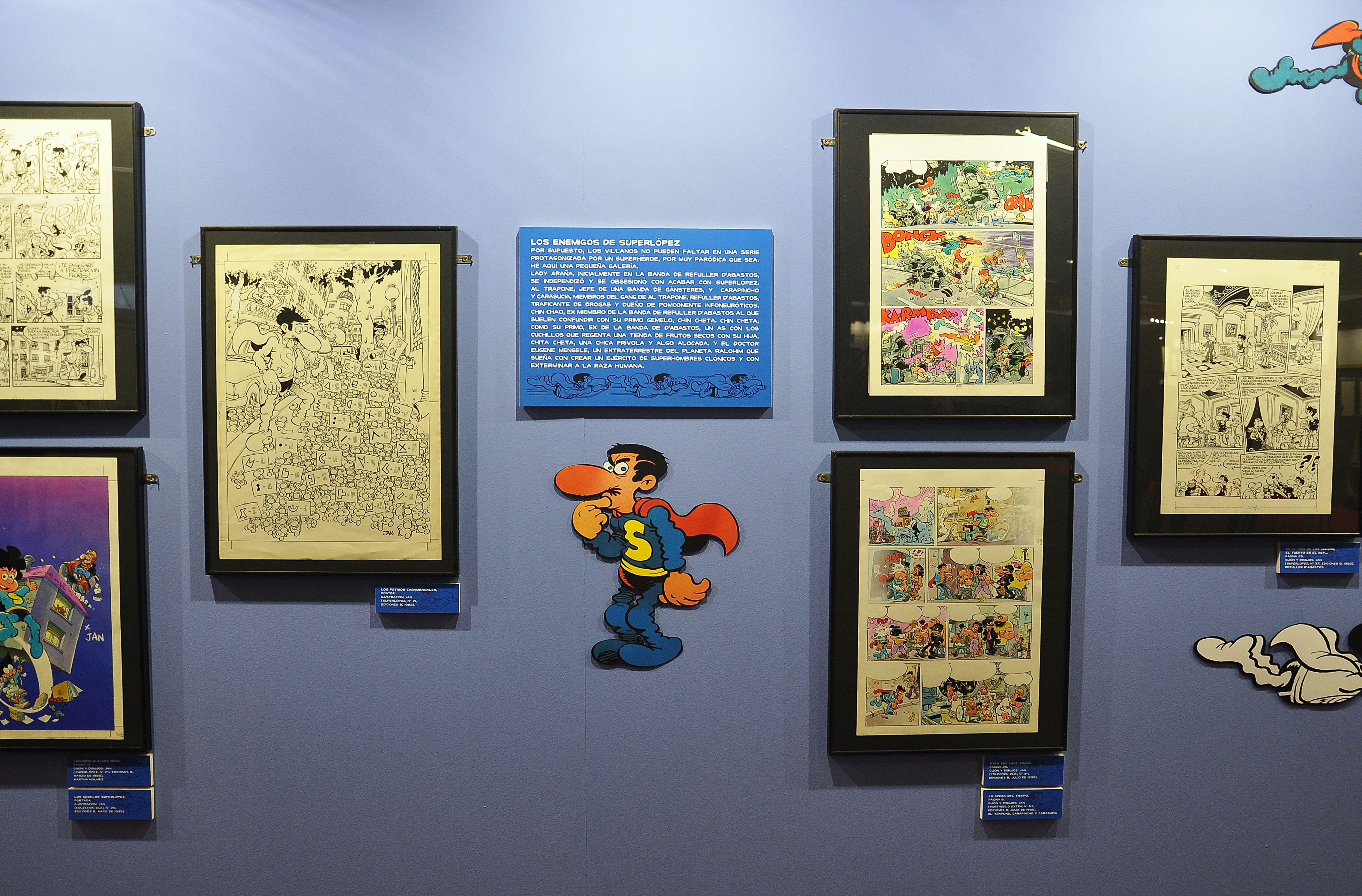
Detall de Super López x Jan.
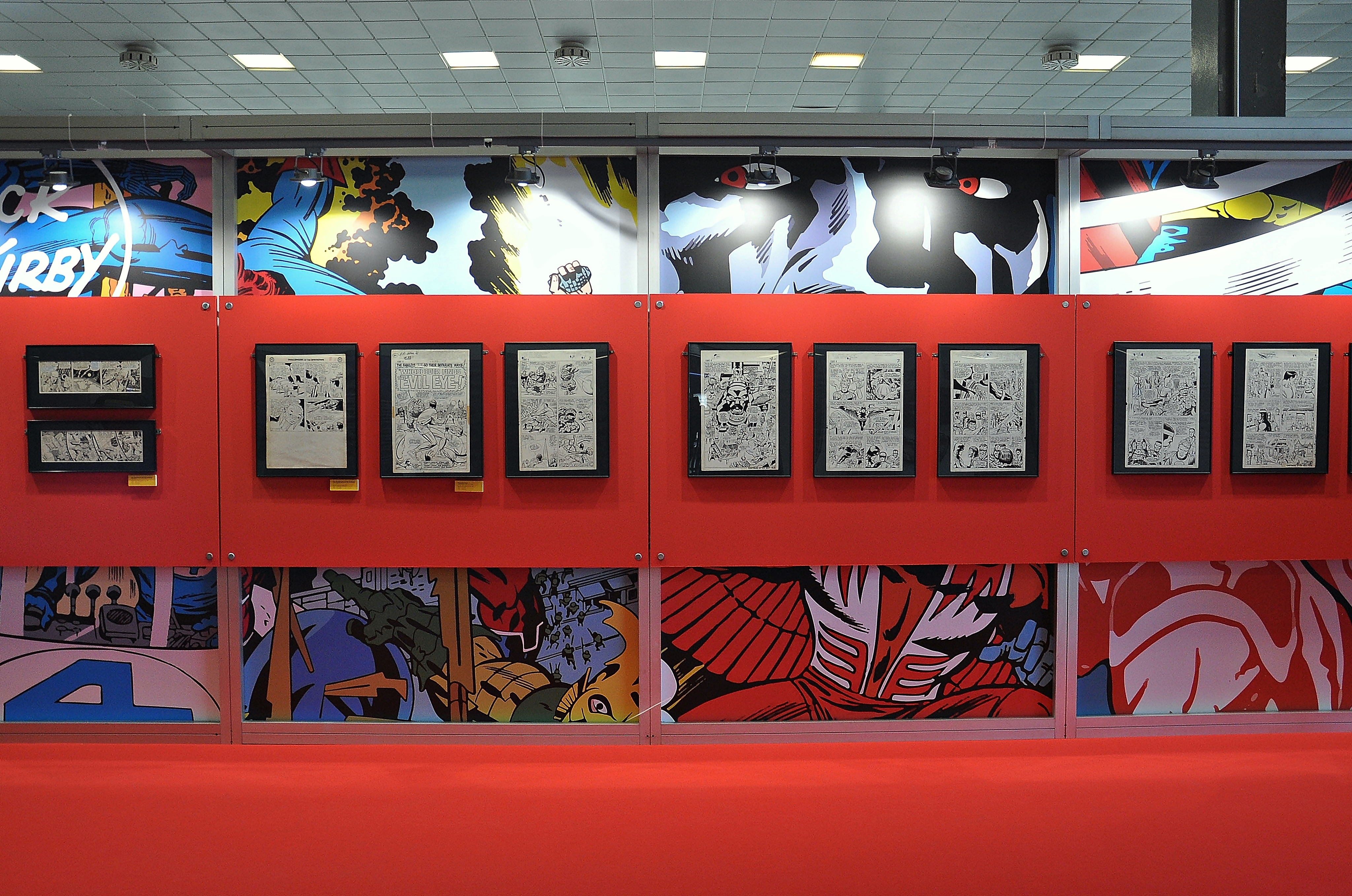
"Jack Kirby, the king of comics"
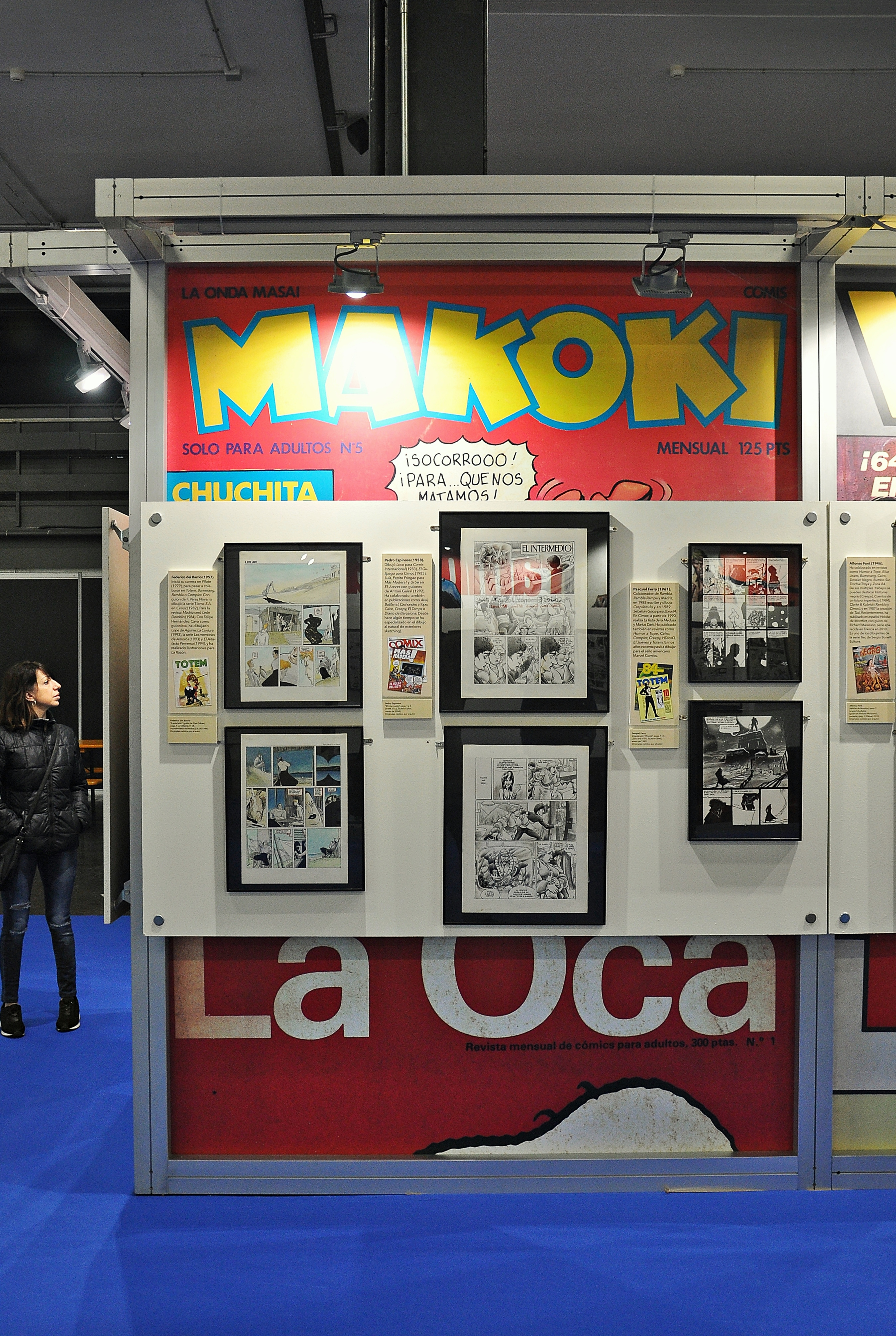
Les revistes del boom del còmic (per adults).
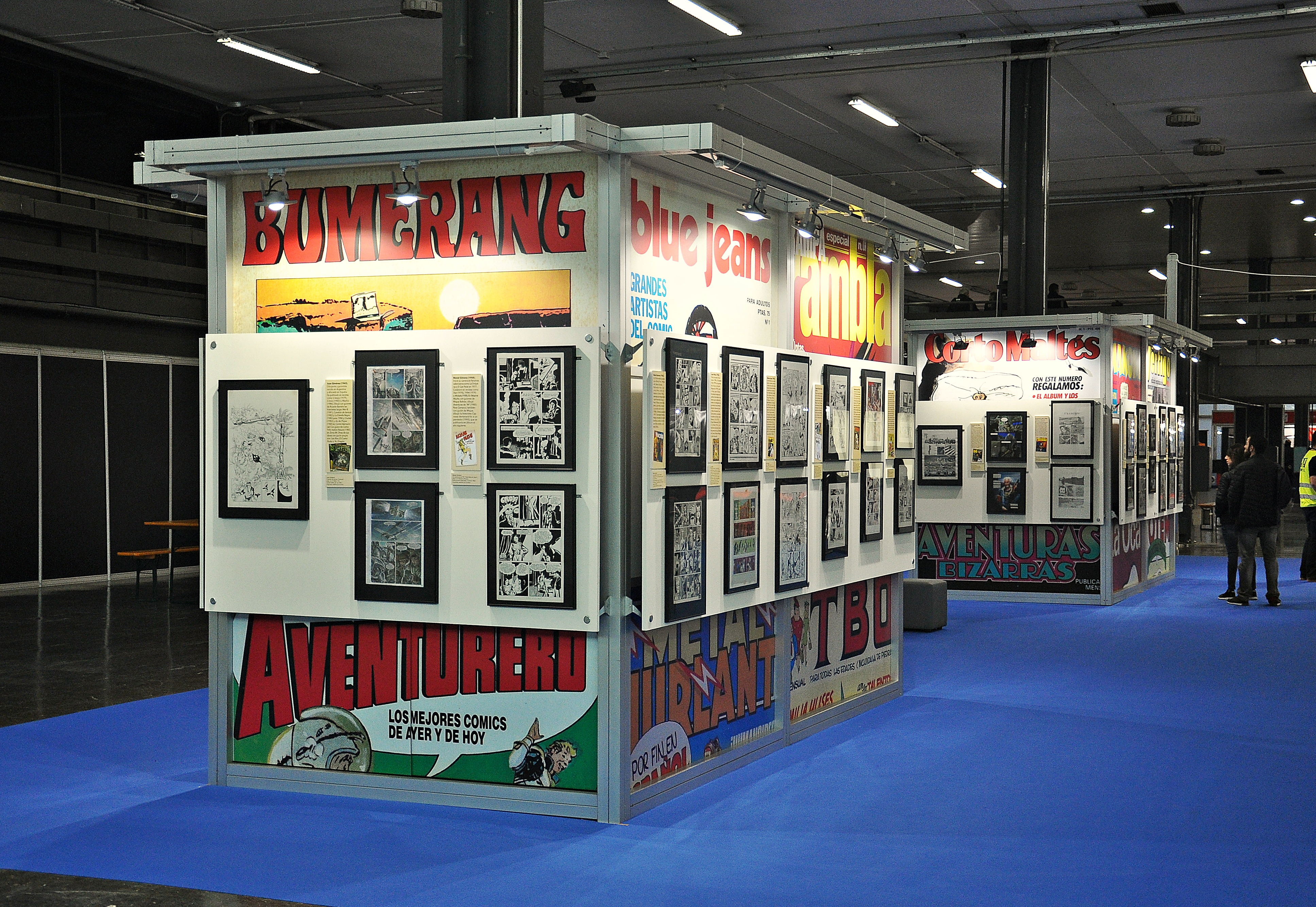
Les revistes del boom del còmic (per adults).
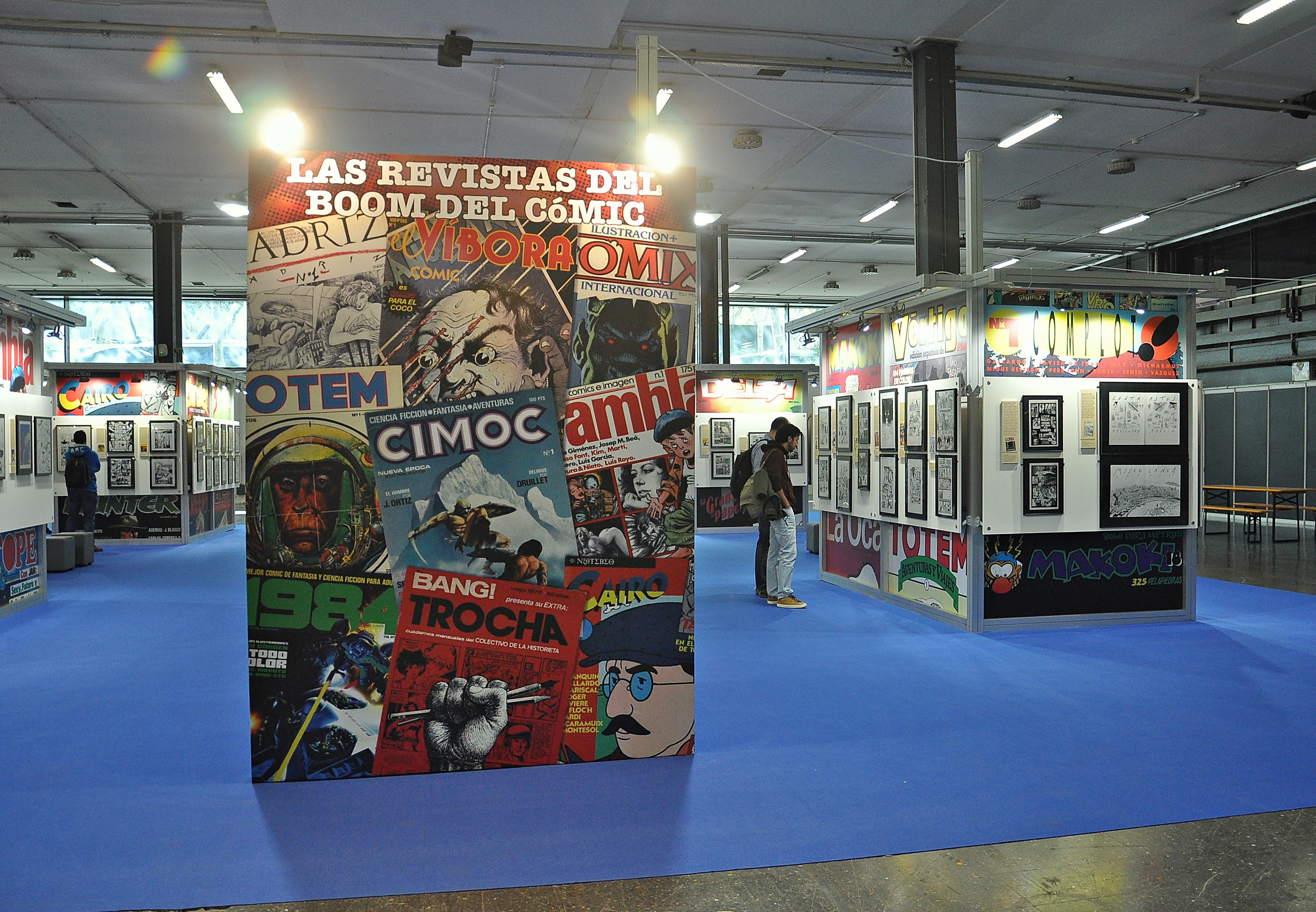
Les revistes del boom del còmic (per adults).
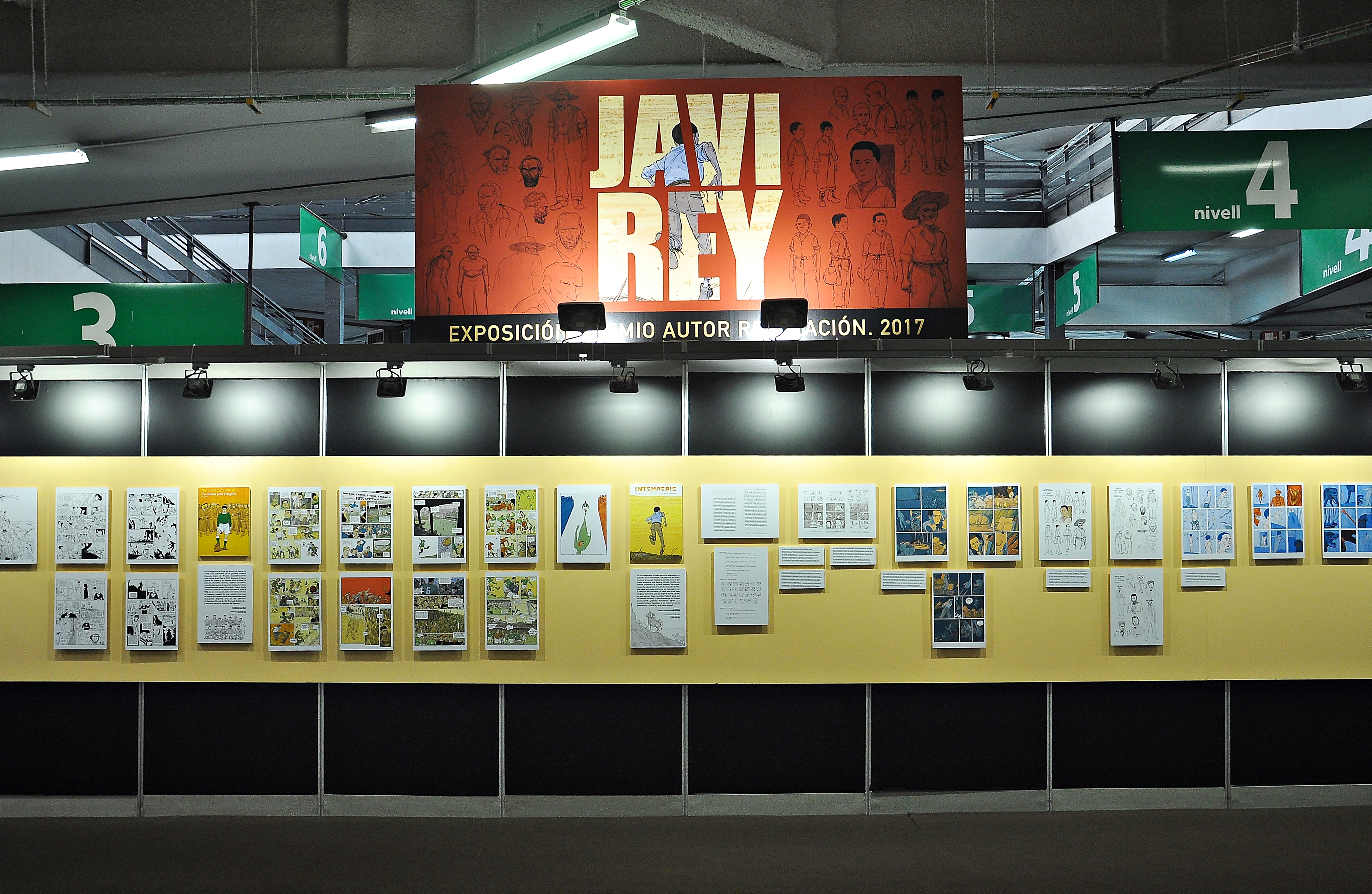
Exposició dedicada a Javi Rey.
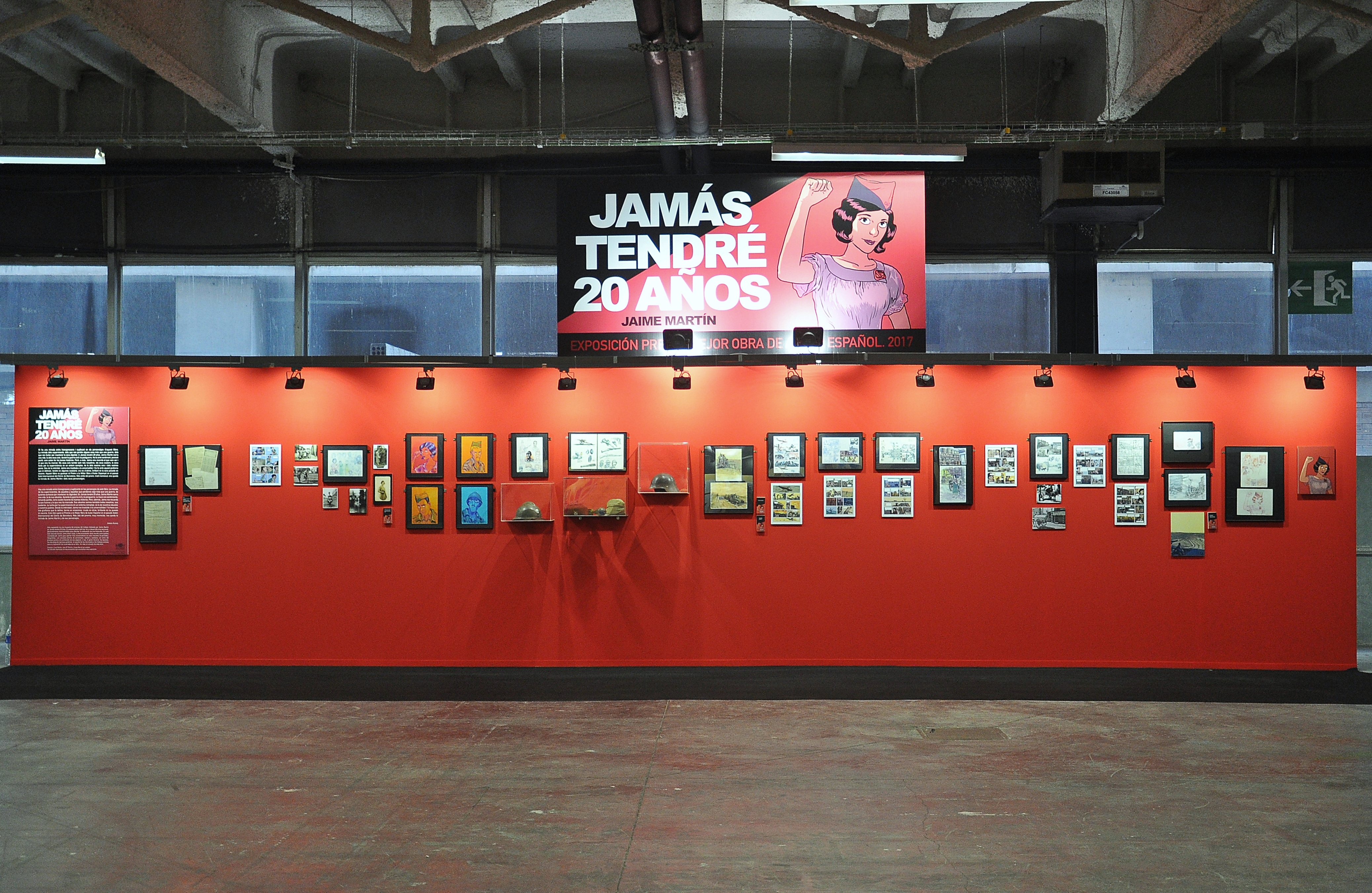
Exposició dedicada a Jaime Martín.

## Votacions professionals

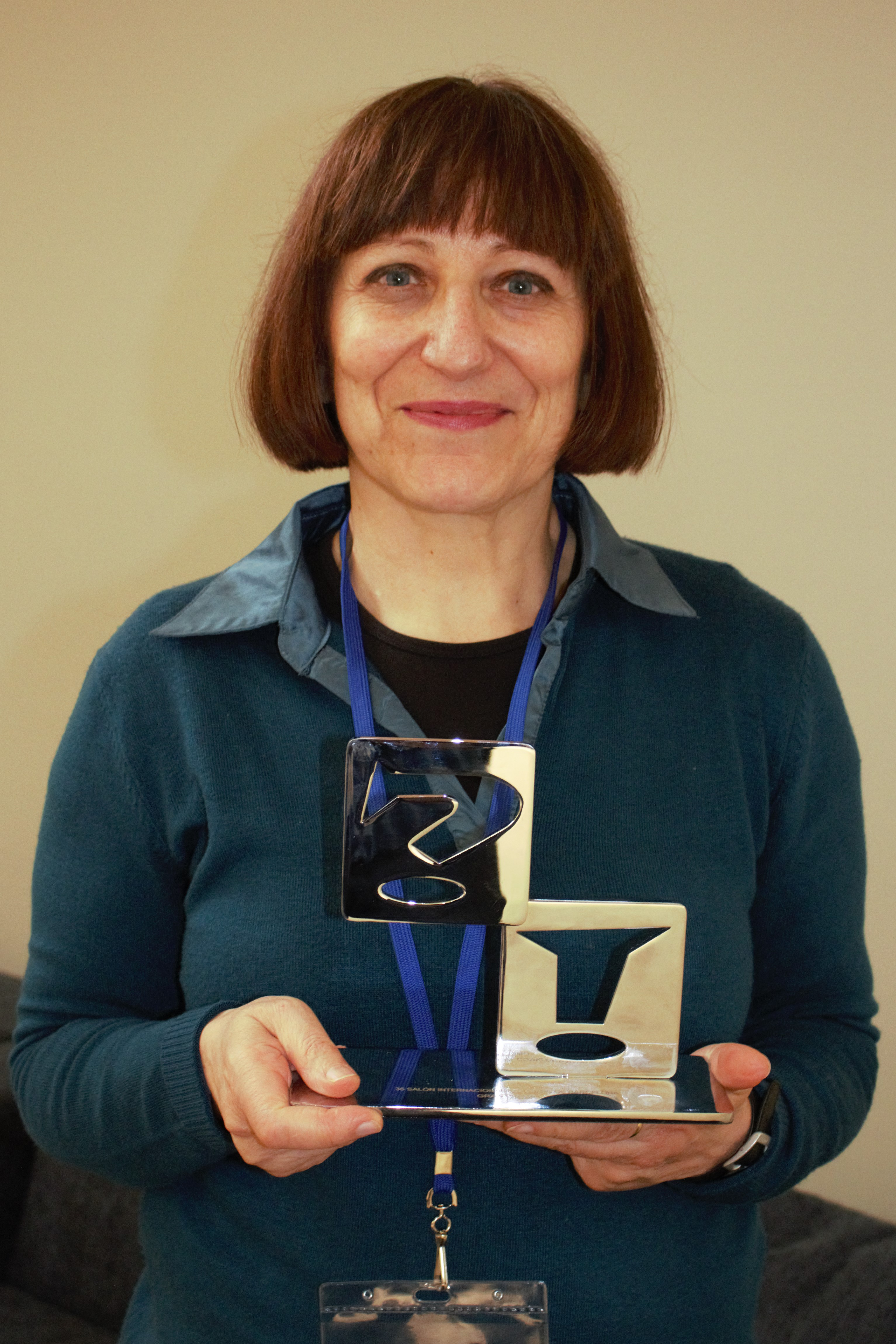
Laura Pérez Vernetti, Gran Premi del Saló.

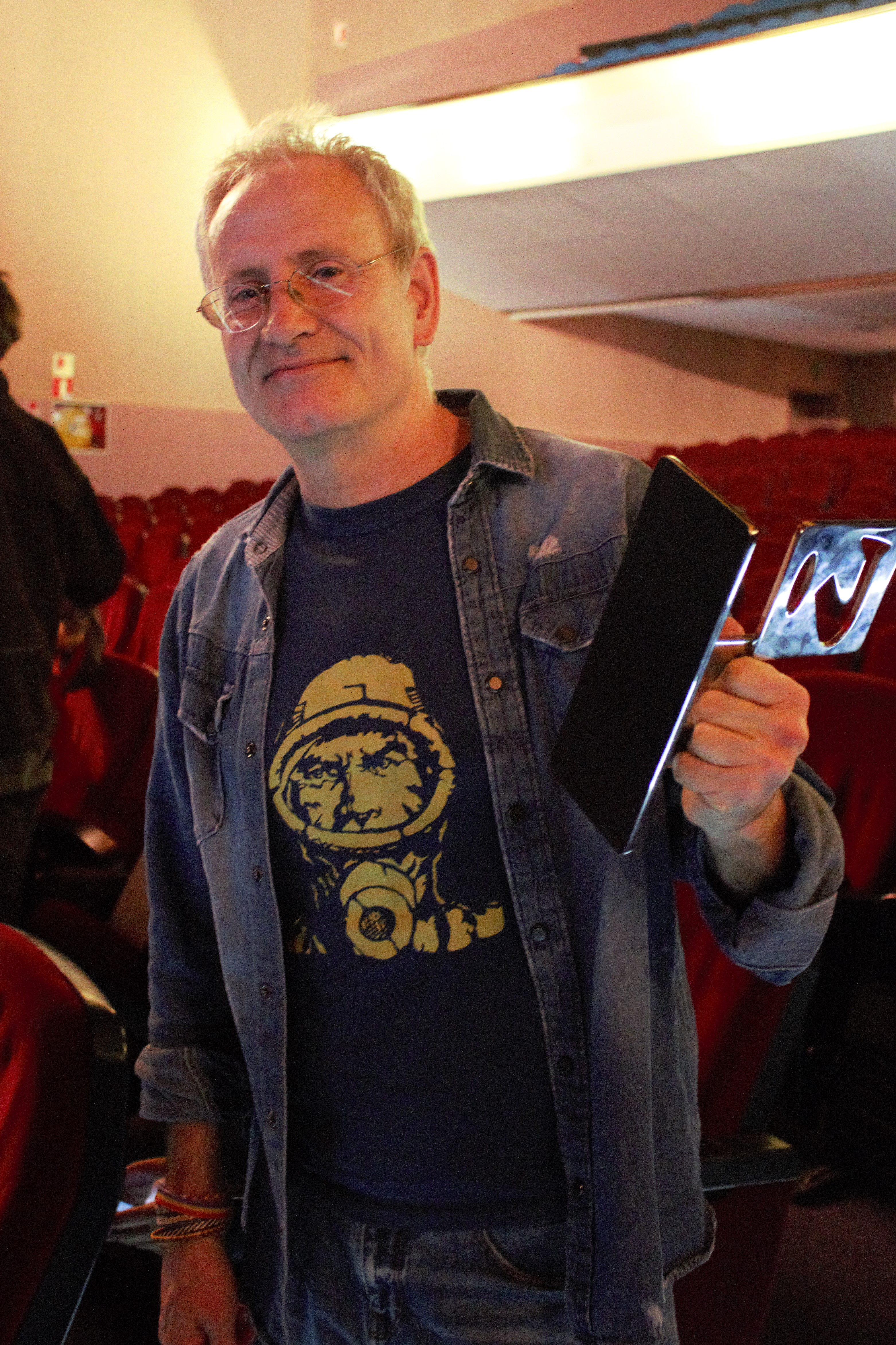
Ángel de la Calle amb el guardó a la mà, premiat per Pinturas de guerra.

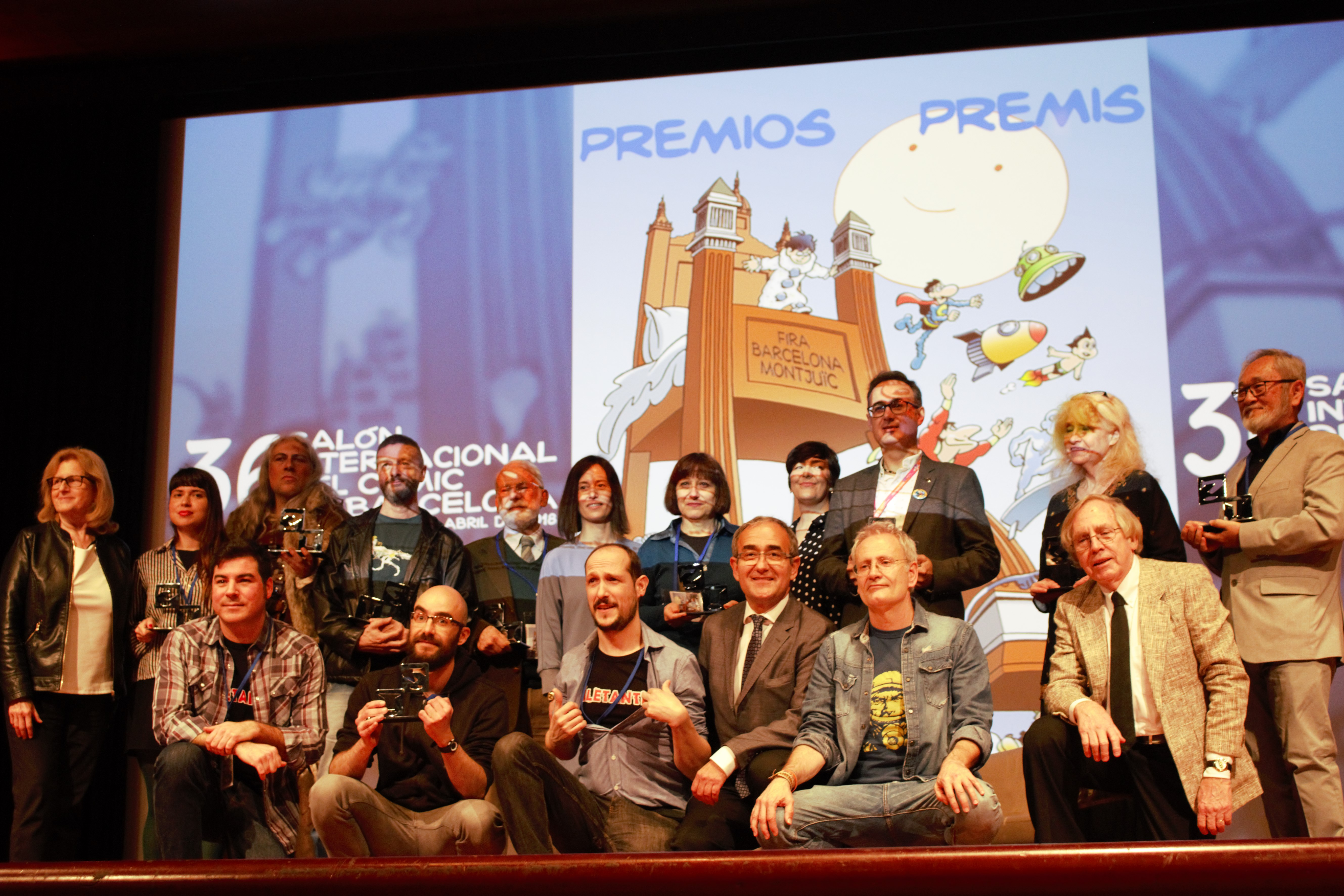
Foto de grup de tots els autors homenatjats i premiats a la 36a edició del Saló.

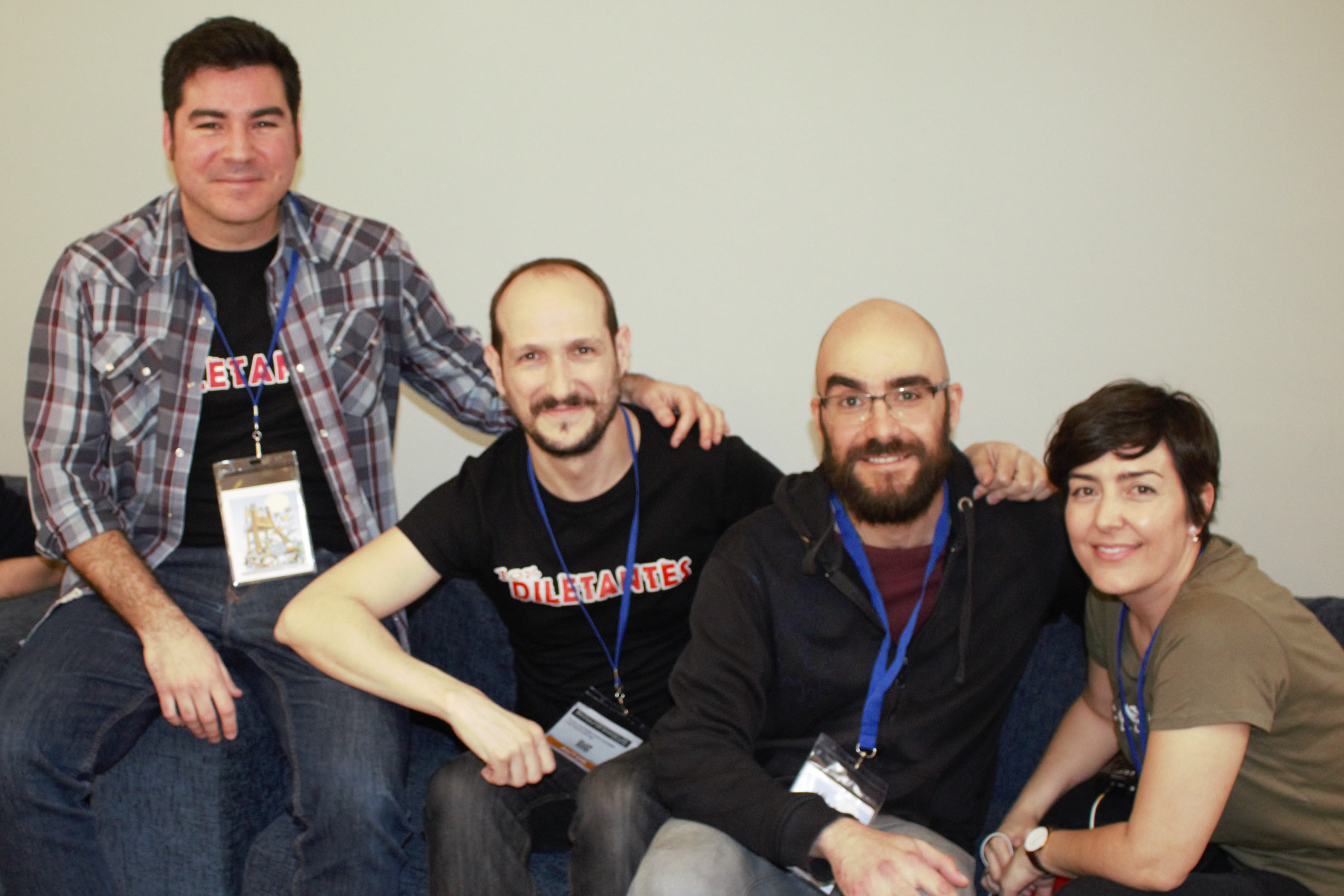
Los Diletantes, premi al millor fanzine de 2018, amb Laura Barrachina, de "La hora del bocadillo".

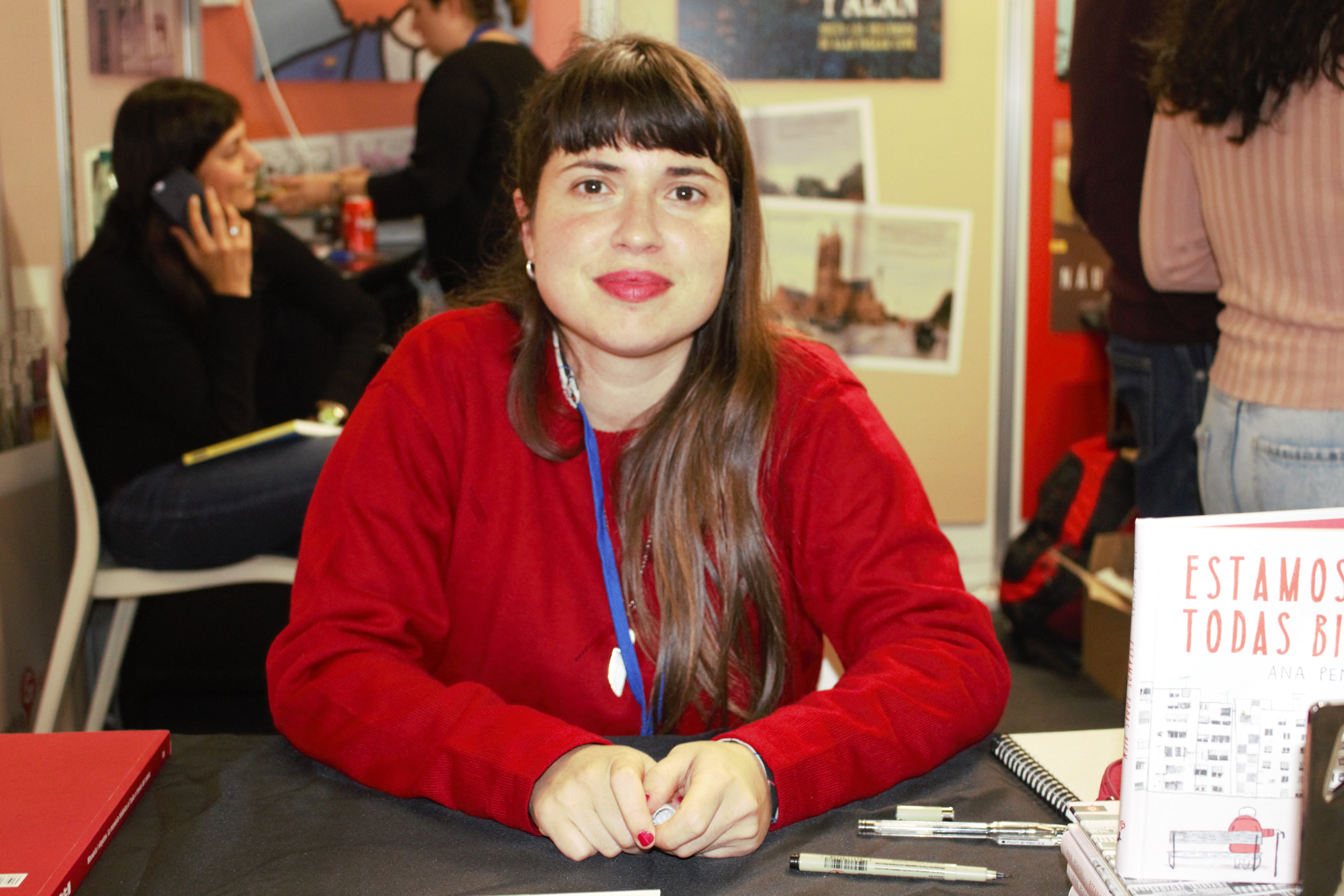
Ana Penyas, proclamada Autora Revelació per Estamos todas bien.

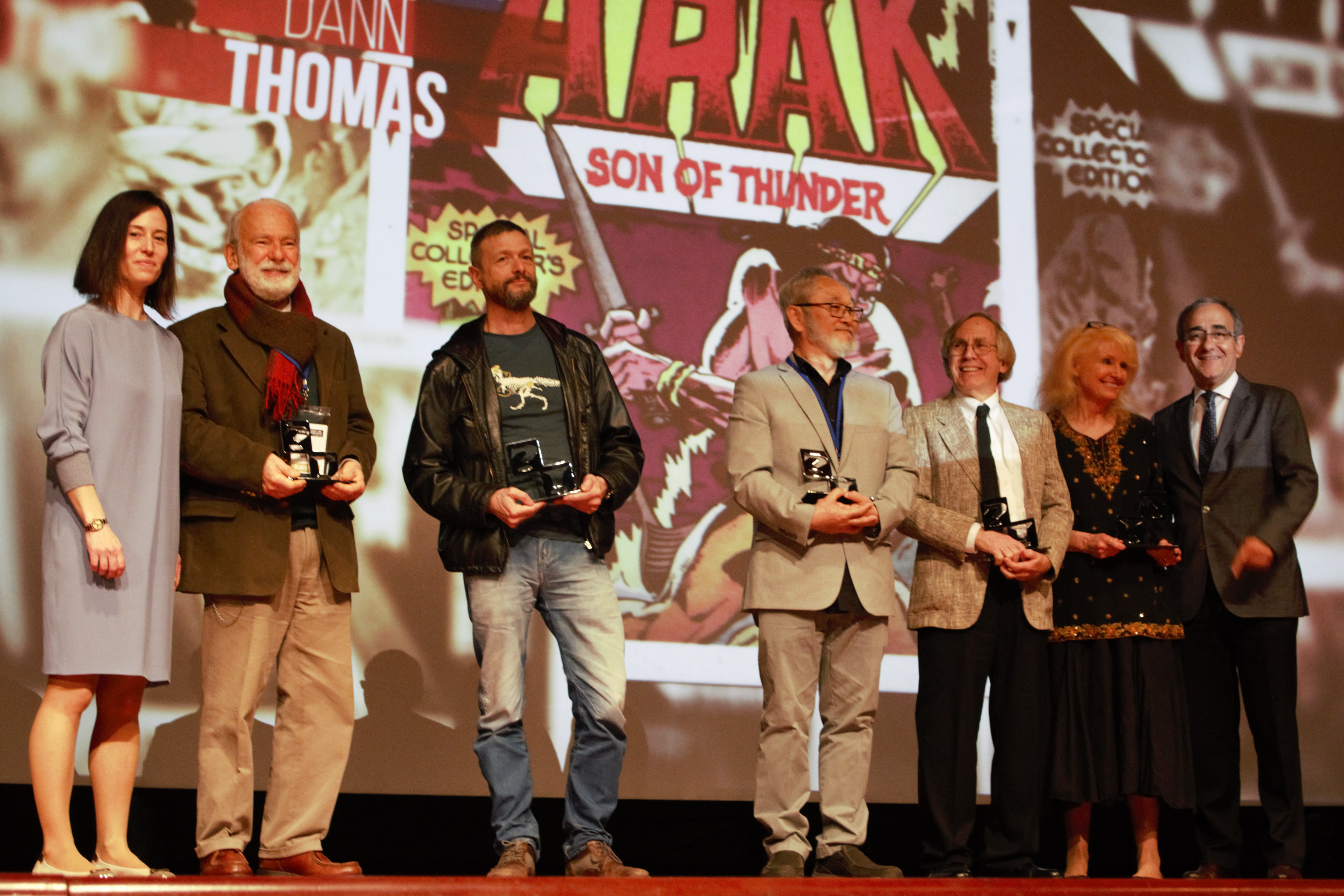
Els cinc premis honorífics acompanyats de Meritxell Puig i Patrici Tixis.

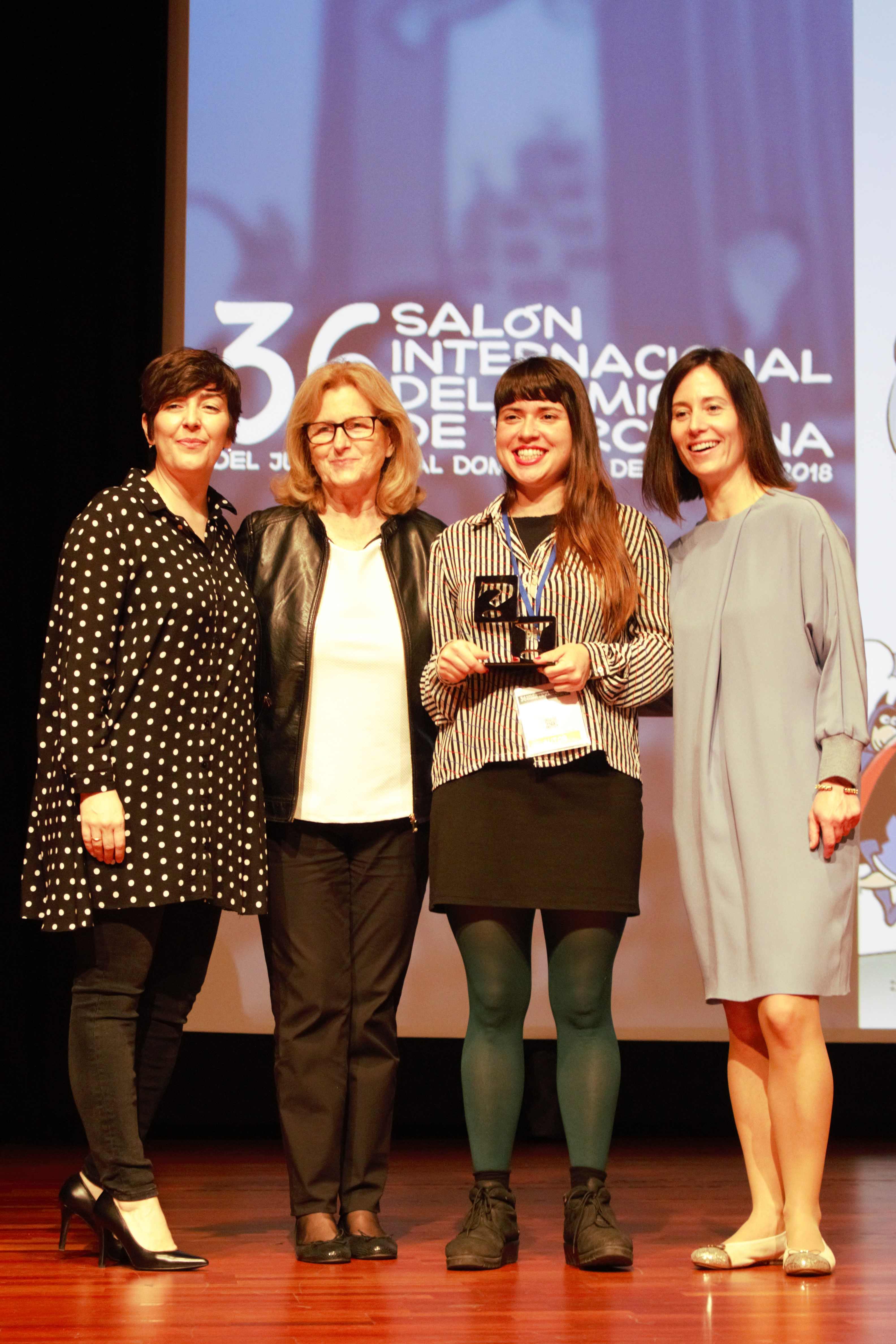
Laura Barrachina, Rosa Laparra, Anna Penyas i Meritxell Puig.

### Novetats en el sistema de votació
Enguany Ficomic ha introduït canvis significatius en el sistema de vot. En la primera fase de la votació continua sent el col·lectiu integrat pels professionals del còmic (format per autors, editors, distribuïdors, llibreters, fanzines, crítics i periodistes especialitzats) que elegeix els nominats de cada categoria. Cada professional pot proposar fins a cinc candidats per categoria, excepte pel Gran Premi del Saló, pel qual el nombre de candidats proposats queda limitat a tres.
La segona fase de la votació és la que queda més modificada. Els professionals són substituïts per un jurat que dictaminarà qui són els guanyadors de cada categoria. El jurat basarà la seva decisió prenent com a base els 5 nominats amb més vots obtinguts per categoria a la primera fase. Per l'elecció del Gran Premi del Saló, en canvi, el jurat prendrà una decisió tenint en compte tots els noms proposats a la primera fase.

### Membres del Jurat
El jurat va estar compost pels 7 membres següents:
- Josep Maria Martín Saurí (Gran Premi del Saló de 2017)
- Elisa McCausland (Colectivo de Autoras de Cómic)
- Anna Abella (periodista d'El Periódico de Catalunya)
- Pepe Gálvez (Asociación de Críticos y Divulgadores de Cómics)
- Ferran Velasco (llibreter especialitzat i president de la Zona Cómic de CEGAL)
- Jaume Vilarrubí (grup Biblioteca i Còmic del Col·legi Oficial de Bibliotecaris i Documentalistes de Catalunya)
- Antoni Guiral (crític, editor i guionista)

## Palmarès

### Gran Premi del Saló
- Laura Pérez Vernetti

El Gran Premi del Saló, en reconeixement d'un autor espanyol viu amb una trajectòria professional d'almenys 25 anys, té una dotació econòmica de 10.000 euros.

### Millor obra
Premi amb una dotació econòmica de 10.000 euros.
| Títol                | Autor             | Editorial         |
| -------------------- | ----------------- | ----------------- |
| Encuentros cercanos  | Anabel Colazo     | La Cúpula         |
| Estamos todas bien   | Ana Penyas        | Salamandra        |
| Pinturas de guerra   | Ángel de la Calle | Reino de Cordelia |
| Roco Vargas. Júpiter | Daniel Torres     | Norma             |
| Un millón de años    | David Sánchez     | Astiberri         |

### Millor obra estrangera
Premi sense dotació econòmica.
| Títol                                                       | Títol original                    | Autor             | Editorial          | País         |
| Arsène Schrauwen                                            | Arsène Schrauwen                  | Olivier Schrauwen | Fulgencio Pimentel | Bèlgica      |
| El arte de Charlie Chan Hock Chye. Una historia de Singapur | The Art of Charlie Chan Hock Chye | Sonny Liew        | Amok / Dibbuks     | Singapur     |
| El club del divorcio núm. 1                                 | 離婚倶楽部 (Rikon kurabu)         | Kazuo Kamimura    | ECC                | Japó         |
| Piruetas                                                    | Spinning,                         | Tillie Walden     | La Cúpula          | Estats Units |
| Una hermana                                                 | Une sœur                          | Bastien Vivès     | Diábolo            | França       |

### Autor revelació
Premi dotat amb 3.000 euros i patrocinat per la Fundació Divina Pastora.
| Autor              | Títol                            | Editorial        |
| ------------------ | -------------------------------- | ---------------- |
| Anabel Colazo      | Encuentros cercanos              | La Cúpula        |
| Begoña García-Alén | Nuevas estructuras               | Apa Apa Còmics   |
| Jandro González    | La vampira de Barcelona          | Norma            |
| Ana Penyas         | Estamos todas bien               | Salamandra       |
| Víctor Puchalski   | La balada de Jolene Blackcountry | Autsaider Còmics |

### Millor fanzine
Premi amb una dotació econòmica de 1.500 euros.
| Títol                                       |
| ------------------------------------------- |
| Altar Mutante                               |
| Fanzipote, el fanzine más potente           |
| La máquina de albóndigas, otro webcómic más |
| Los diletantes                              |
| Medievo; Medievo                            |

### Premi del Públic
Premi sense dotació econòmica.
- Alma Cubrae 1, de Gonzalo Torné, Mado Peña i Sergio Sandoval.

### Premis honorifics
Els premis honorífics no tenen dotació econòmica i van recaure tots a cinc dels convidats internacionals:
- Vittorio Giardino
- Ralf König
- Stan Sakai
- Roy Thomas
- Dann Thomas

## Invitats
Llista completa dels invitats internacionalsDann Thomas, Kelly Sue DeConnick, Lorena Alvarez, Matt Fraction, Roy Thomas, Stan Sakai, Tillie Walden, Ralf König, Vittorio Giardino, Miguel Díaz Vizoso, David Lloyd, Jamie Delano, Dave McKean, Shea Fontana, Fabrice Parme i Liv Strömquist.

## Programa cultural

### Taules rodones i conferències
| Data                 | Hora           | Acte |
| -------------------- | -------------- | --- |
| Dijous 12 d'abril    | 18.00-19.00 h. | Taula rodona: Anatomia d'un fanzine Ponents: membres del projecte K-Boom                                                                                           |
| Dijous 12 d'abril    | 19.00-20.00 h. | Taula rodona: Les revistes del boom Moderador: Toni Guiral Ponents: Horacio Altuna, Josep Maria Beà, Miguel Gallardo, Marika Vila, Emili Bernárdez i Rafa Martínez |
| Divendres 13 d'abril | 11.30-12.30 h. | Taula rodona: com presentar un còmic a una editorial Moderador: Rocío Vidal Ponents: Edicions La Cúpula, Fandogamia i Random House                                 |
| Divendres 13 d'abril | 19.00-20.00 h. | Taula rodona: 25 anys de Vértigo Cómics Moderador: David Fernández Ponents: Jaime Delano, Dave McKean i David Lloyd                                                |
| Dissabte 14 d'abril  | 11.30-12.30 h. | Taula rodona: Dones guionistes del còmic Moderador: Oriol Estrada Ponents: Dann Thomas, Shea Fontana, Kelly Sue DeConnick                                          |
| Dissabte 14 d'abril  | 12.00-13.00 h. | Taula rodona: còmics i periodisme Moderador: Anna Abella Ponents: Paco Roca, Jorge Carrión i Francisco Sánchez                                                     |
| Dissabte 14 d'abril  | 15.00-16.00 h. | Taula rodona: "Jack The King Kirby" Moderador: Oriol Estrada Ponents: Roy Thomas, Carlos Pacheco i Elisa McCausland                                                |
| Dissabte 14 d'abril  | 16.00-17.00 h. | Taula rodona amb autores Moderadora: Elisa McCausland Ponents: Tillie Walden i Liv Strömqist                                                                       |
| Diumenge 15 d'abril  | 14.00-15.00 h. | Conferència: vinyetes i mordasses Moderadora: Rocío Vidal Ponents: Bamf!, Mamen Moreu, Dario Adanti, Ximi i Maribel Carod                                          |
| Diumenge 15 d'abril  | 15.30-17.00 h. | Taula rodona: "El cos okupat: la veu de les dones en el còmic" Ponent: Marika Vila                                                                                 |
| Diumenge 15 d'abril  | 15.30-16.00 h. | Taula rodona: Parlem de Superlópez Moderador: Oriol Estrada Cels Piñol, Toni Guiral i Jota Lynnot                                                                  |
| Diumenge 15 d'abril  | 17.00-18.00 h. | Conferència: presents? autores de tebeo d'ahir i avui Ponents: autores del col·lectiu Colectivo de Autoras de Cómic                                                |
| Diumenge 15 d'abril  | 19.00-20.00 h. | Taula rodona: correcció política vs. llibertat d'expressió Ponents: autores del col·lectiu Colectivo de Autoras de Cómic                                           |

### Trobades amb autors imaster classes
| Data                 | Hora           | Acte                                                                       |
| -------------------- | -------------- | -------------------------------------------------------------------------- |
| Dijous 12 d'abril    | 17.00-18.00 h. | Trobada amb l'autor Rubén Pellejero Presenta: Pepe Gálvez                  |
| Divendres 13 d'abril | 16.00-17.00 h. | Master Class amb l'autor Ralf König                                        |
| Divendres 13 d'abril | 17.00-18.00 h. | Trobada amb Kelly Sue DeConnick                                            |
| Divendres 13 d'abril | 17.00-18.00 h. | Trobada amb l'autor Roy Tomas                                              |
| Divendres 13 d'abril | 18.00-19.00 h. | Trobada entre Roy Thomas i Estaban Maroto                                  |
| Divendres 13 d'abril | 18.00-19.00 h. | Trobada amb l'autor David Rubín                                            |
| Dissabte 14 d'abril  | 10.00-11.00 h. | Master Class amb Tillie Walden                                             |
| Dissabte 14 d'abril  | 13.00-14.00 h. | Master Class amb Matt Fraction                                             |
| Dissabte 14 d'abril  | 14.00-15.00 h. | Trobada amb el youtuber Bamf! Presenta: Oriol Estrada                      |
| Dissabte 14 d'abril  | 17.00-18.00 h. | Trobada amb l'autor Vittorio Giardino                                      |
| Dissabte 14 d'abril  | 17.00-18.00 h. | Trobada entre Francisco Ibáñez i Carlos Areces                             |
| Dissabte 14 d'abril  | 18.00-19.00 h. | Trobada amb l'autor Ralf König                                             |
| Dissabte 14 d'abril  | 18.00-19.00 h. | Trobada amb l'autor Matt Fraction                                          |
| Dissabte 14 d'abril  | 19.00-20.00 h. | Trobada amb l'autor Juan Díaz Canales Presenta: Toni Guiral                |
| Diumenge 15 d'abril  | 11.00-12.00 h. | Master Class amb Juan Díaz Canales                                         |
| Diumenge 15 d'abril  | 11.30-12.30 h. | Trobada amb l'autor Carlos Pacheco Presenta: Toni Guiral                   |
| Diumenge 15 d'abril  | 11.30-12.30 h. | Trobada amb l'autor Stan Sakai                                             |
| Diumenge 15 d'abril  | 14.00-15.00 h. | Master Class amb David Rubín                                               |
| Diumenge 15 d'abril  | 16.00-17.00 h. | Master Class amb Stan Sakai                                                |
| Diumenge 15 d'abril  | 18.00-19.00 h. | Col·loqui entre Kelly Sue DeConnick i Emma Rios Presenta: Elisa McCausland |

### Lliurament de premis
| Data                 | Hora           | Acte                                         |
| -------------------- | -------------- | -------------------------------------------- |
| Divendres 13 d'abril | 12.00-13.30 h. | Lliurament de Premis del 36 Comic Barcelona. |

## Galeria d'imatges

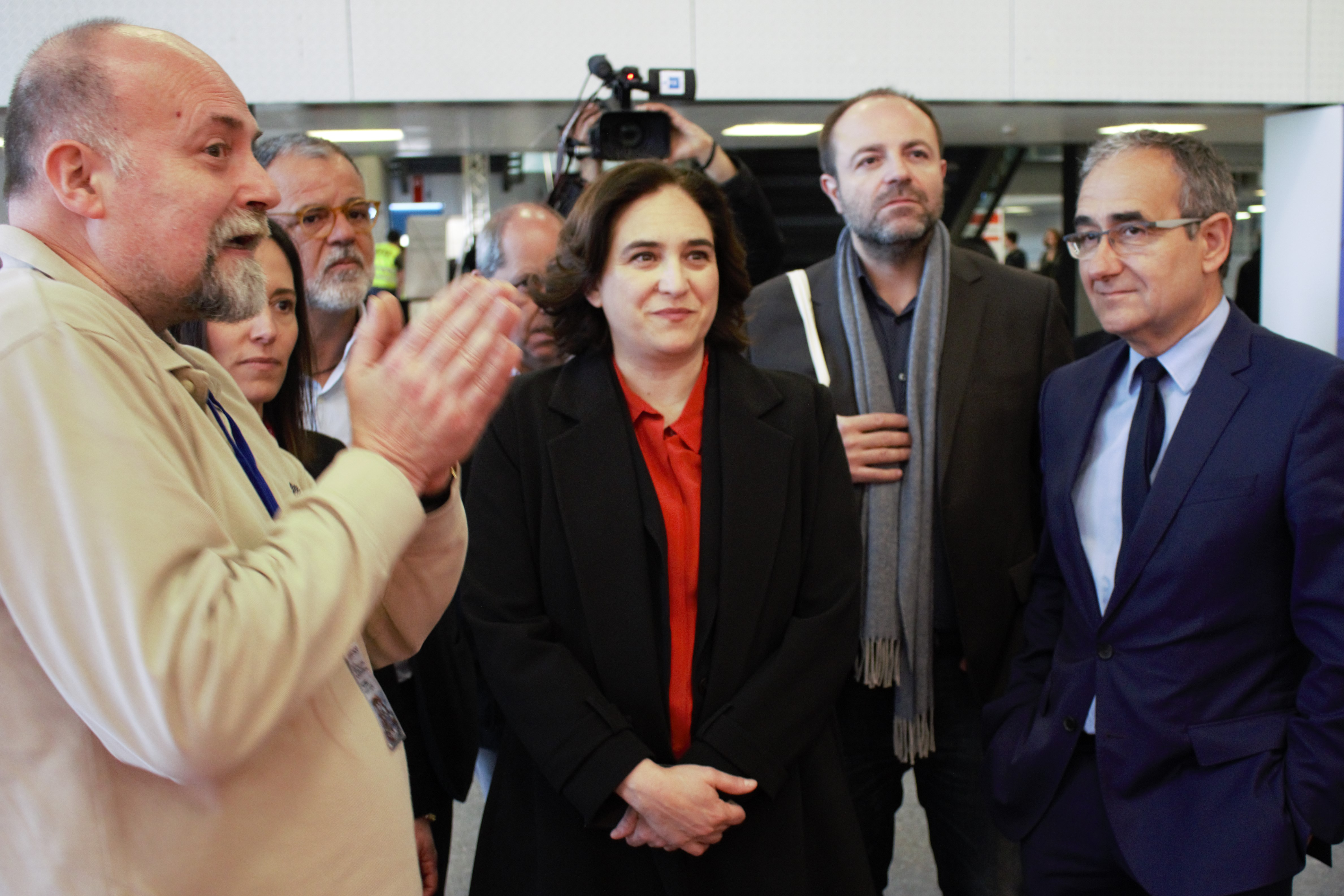
Inauguració del Saló, amb Ada Colau.
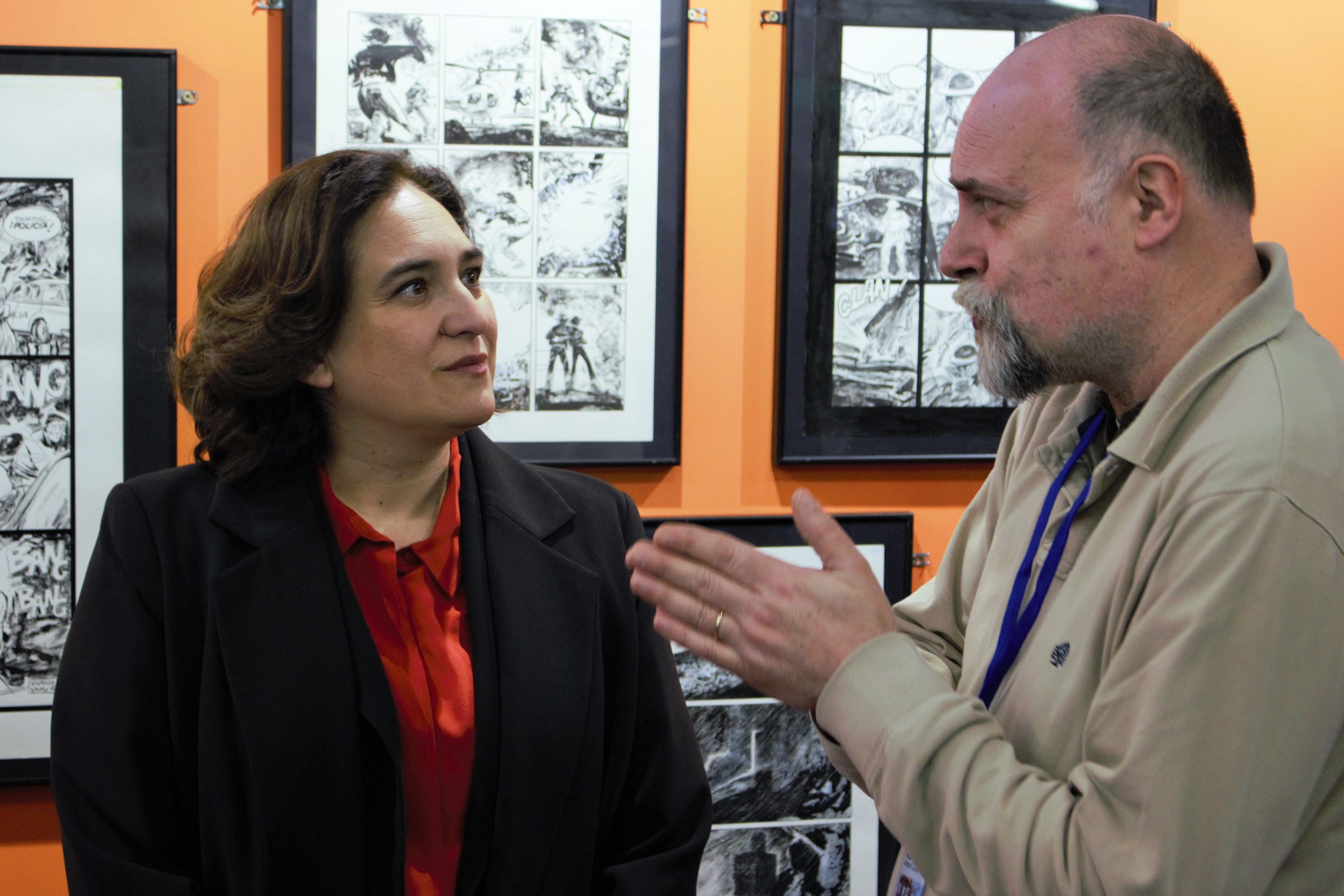
Ada Colau amb Antoni Guiral.
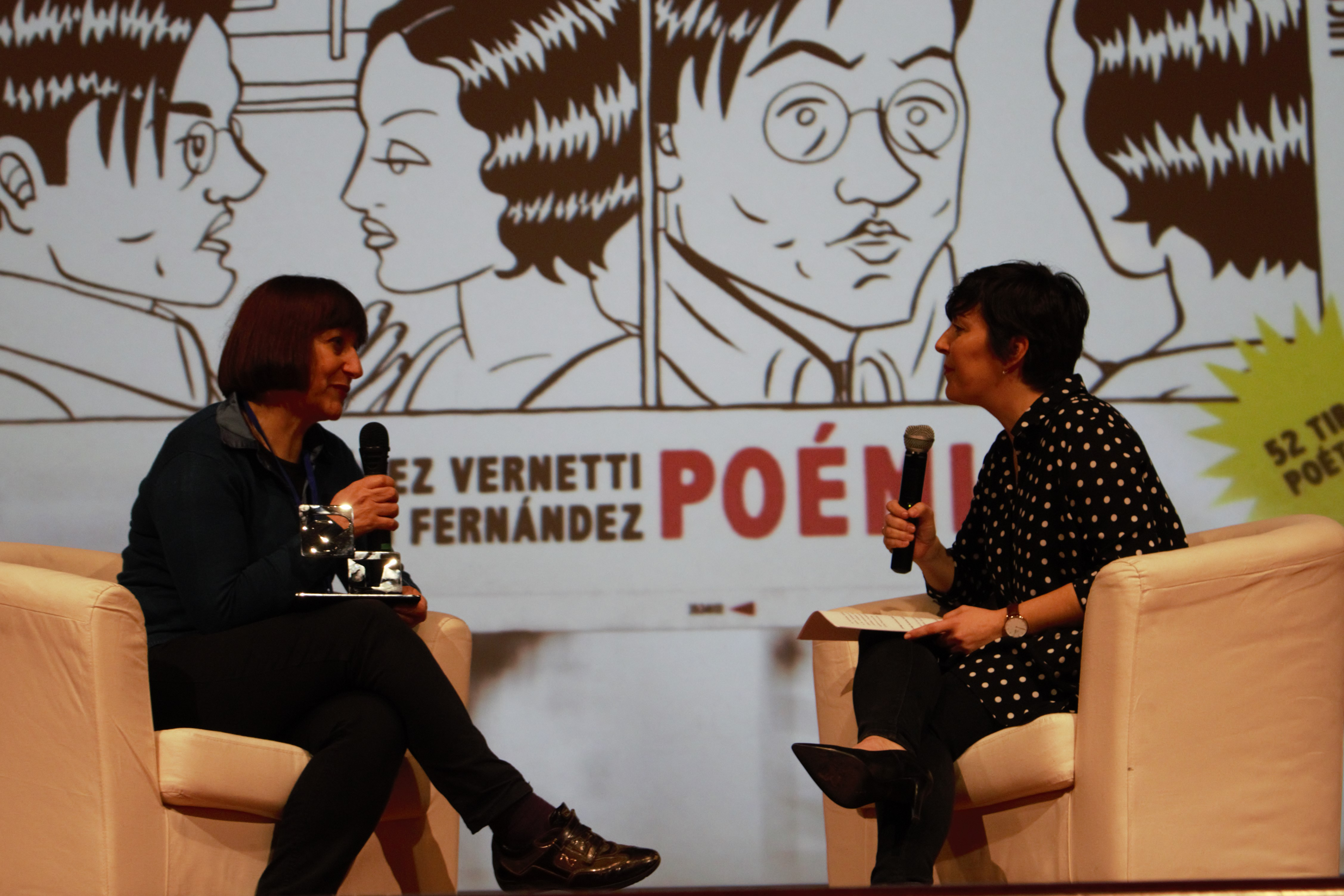
Laura Pérez Vernetti conversant amb Laura Barrachina.
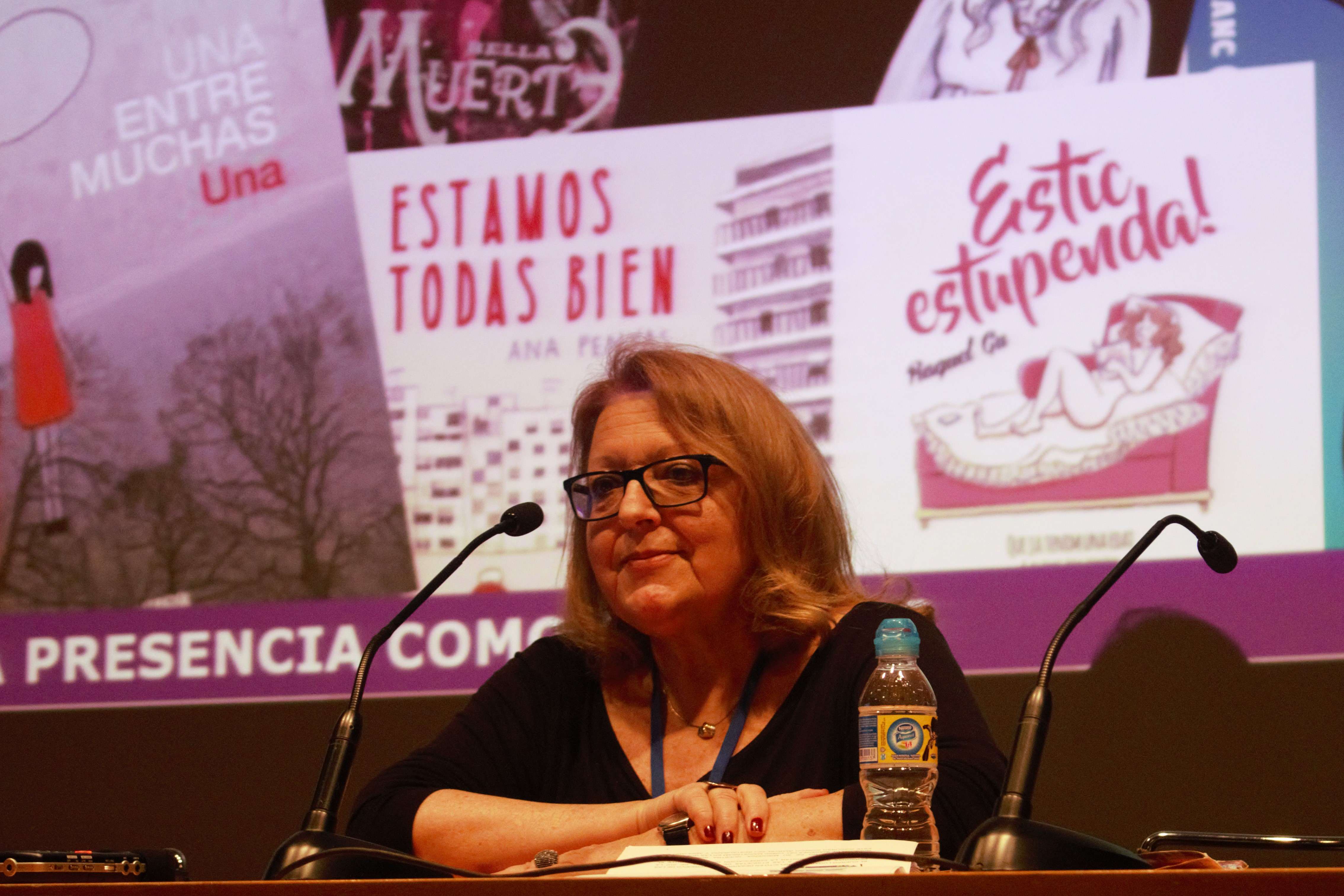
La il·lustradora Marika en una conferència.
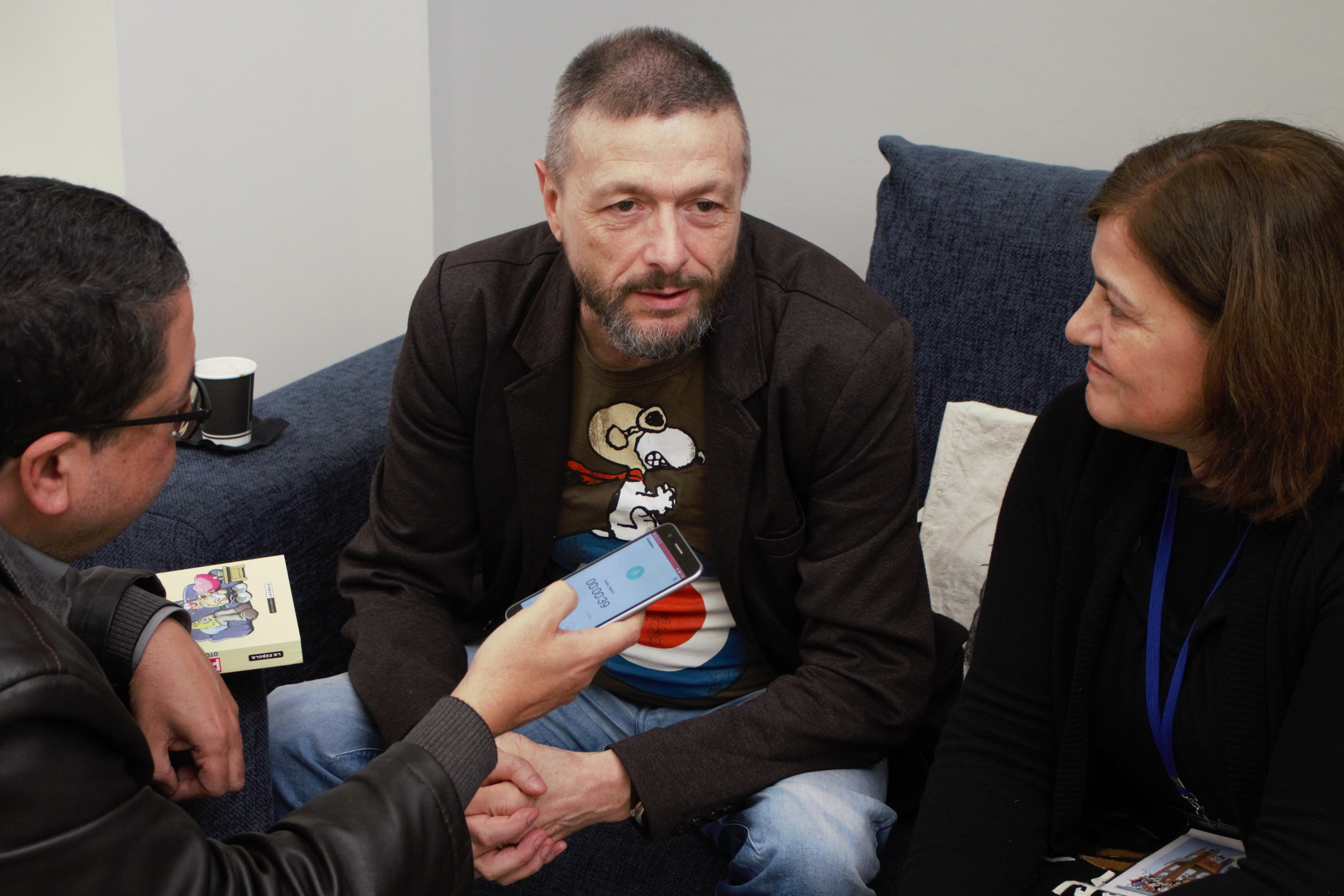
El dibuixant Ralf König fent una entrevista.
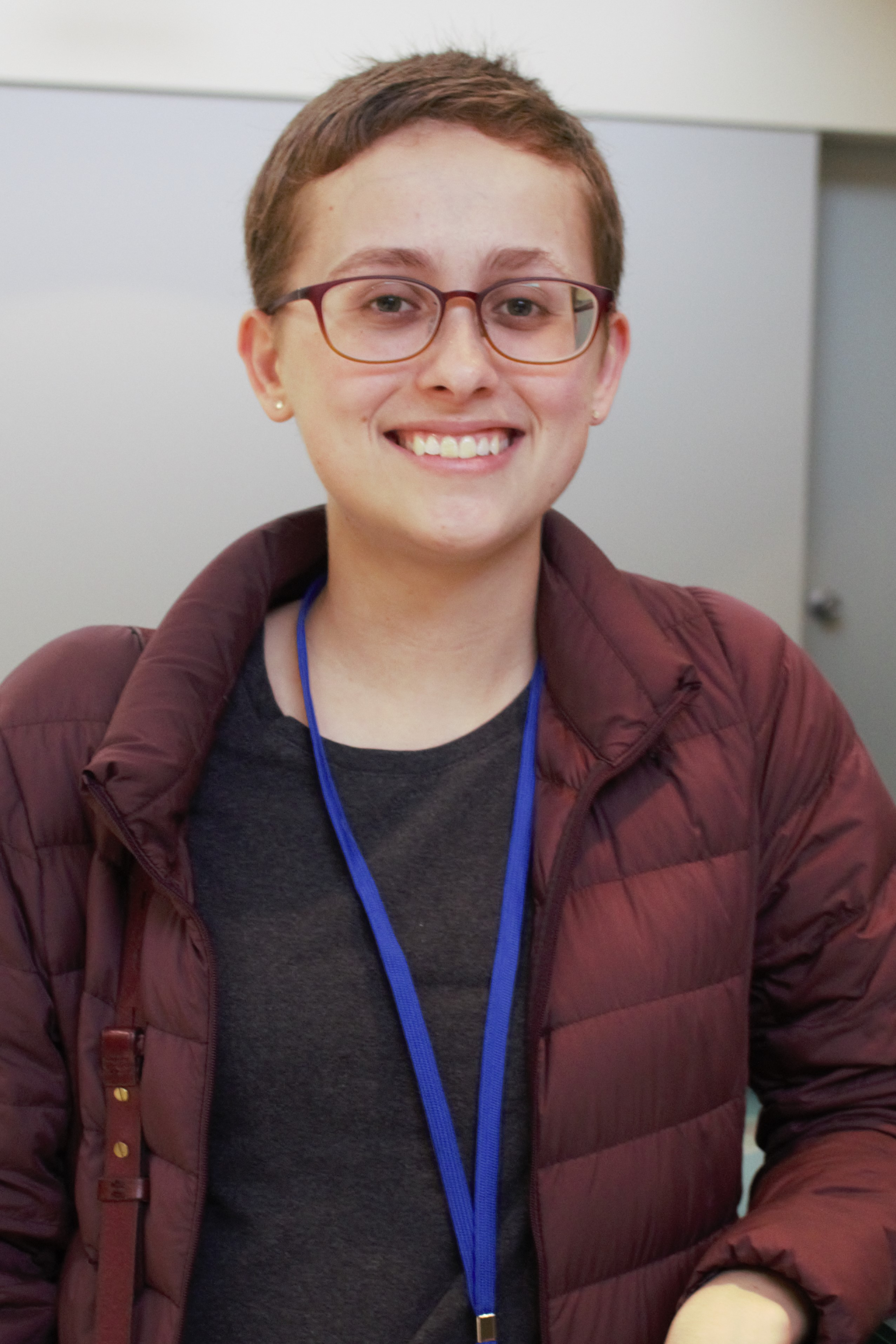
Tillie Walden, nominada pel còmic Spinning,.
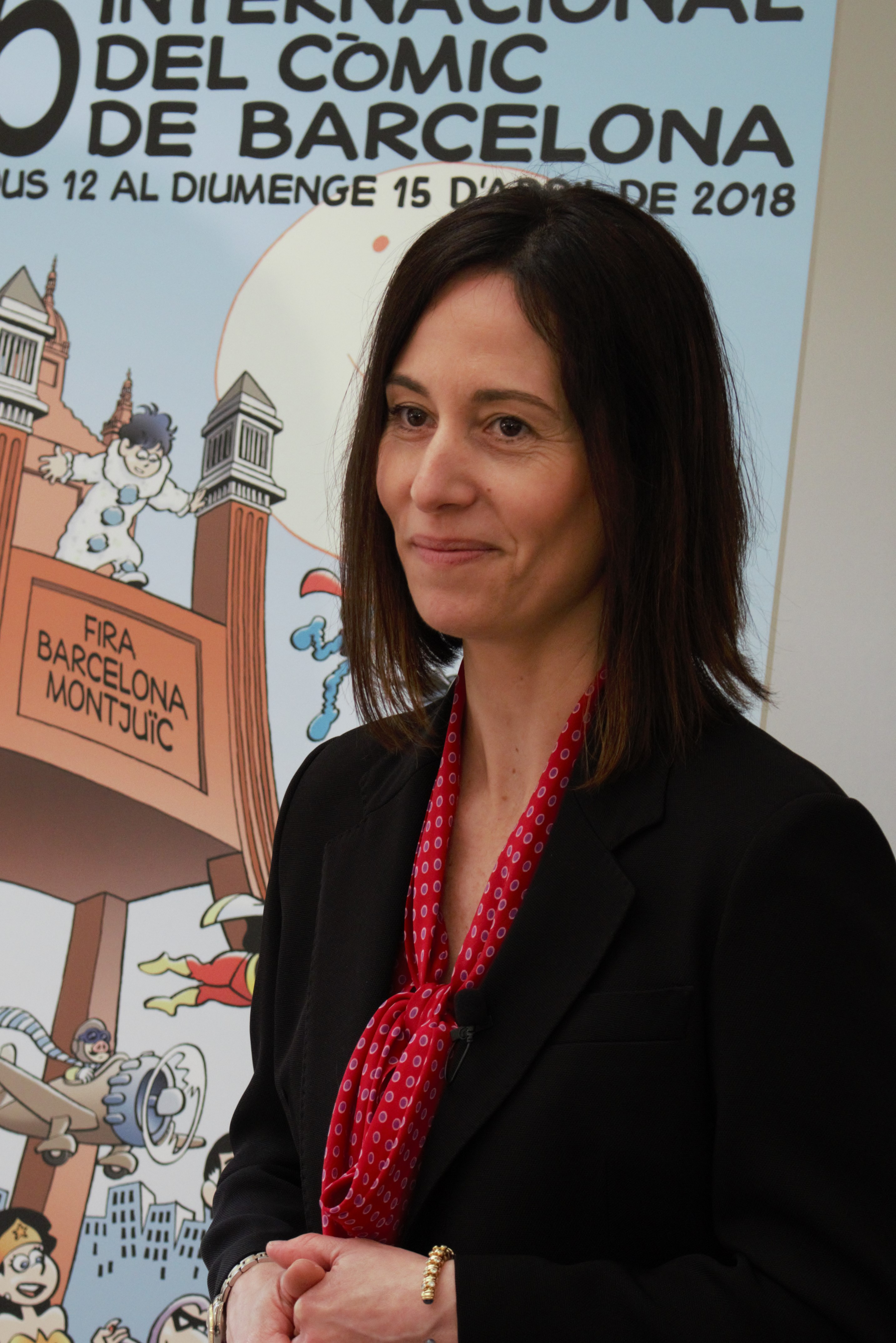
La nova directora del Saló, Meritxell Puig.
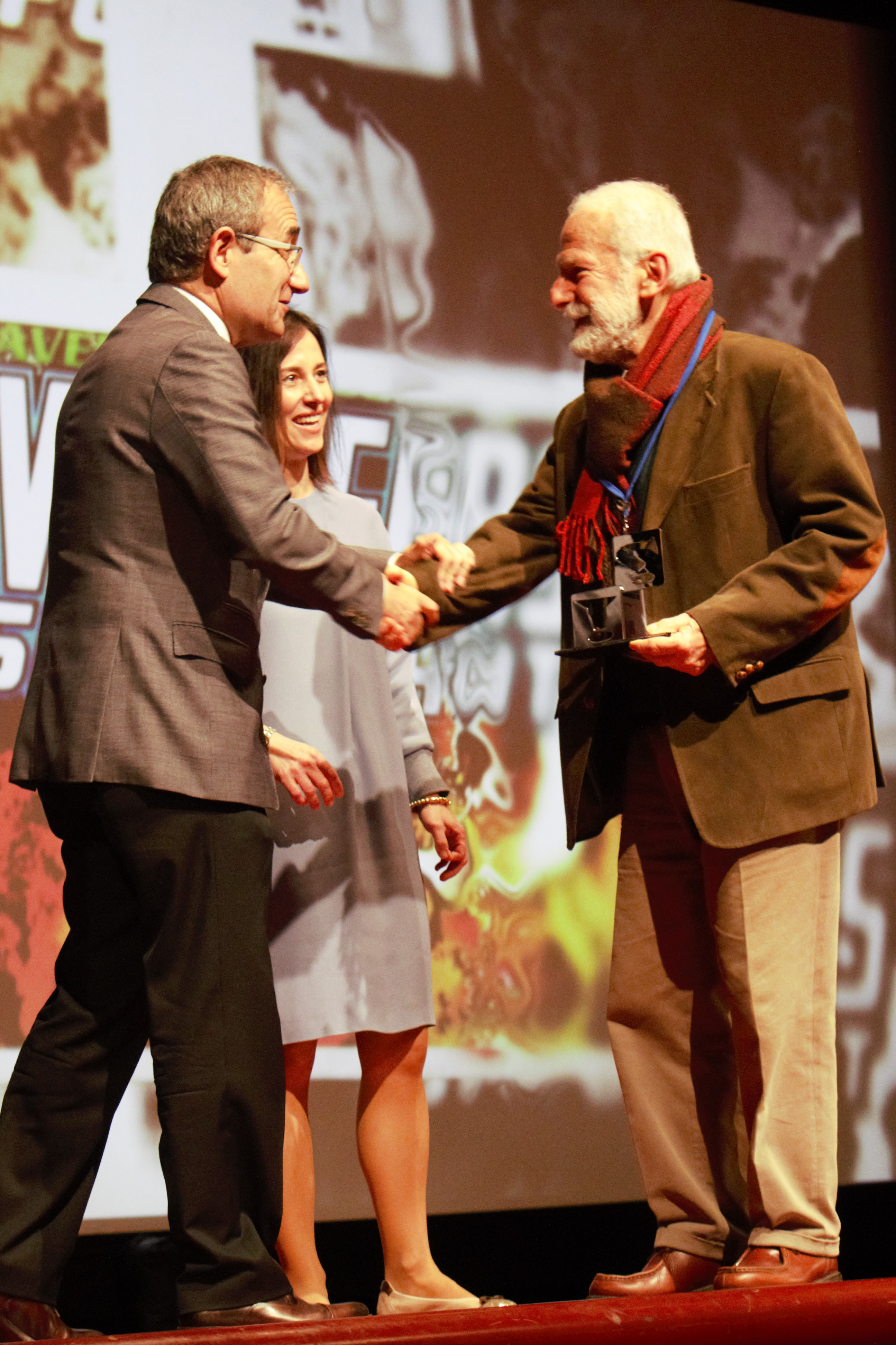
Patrici Tixis amb Vittorio Giardino.
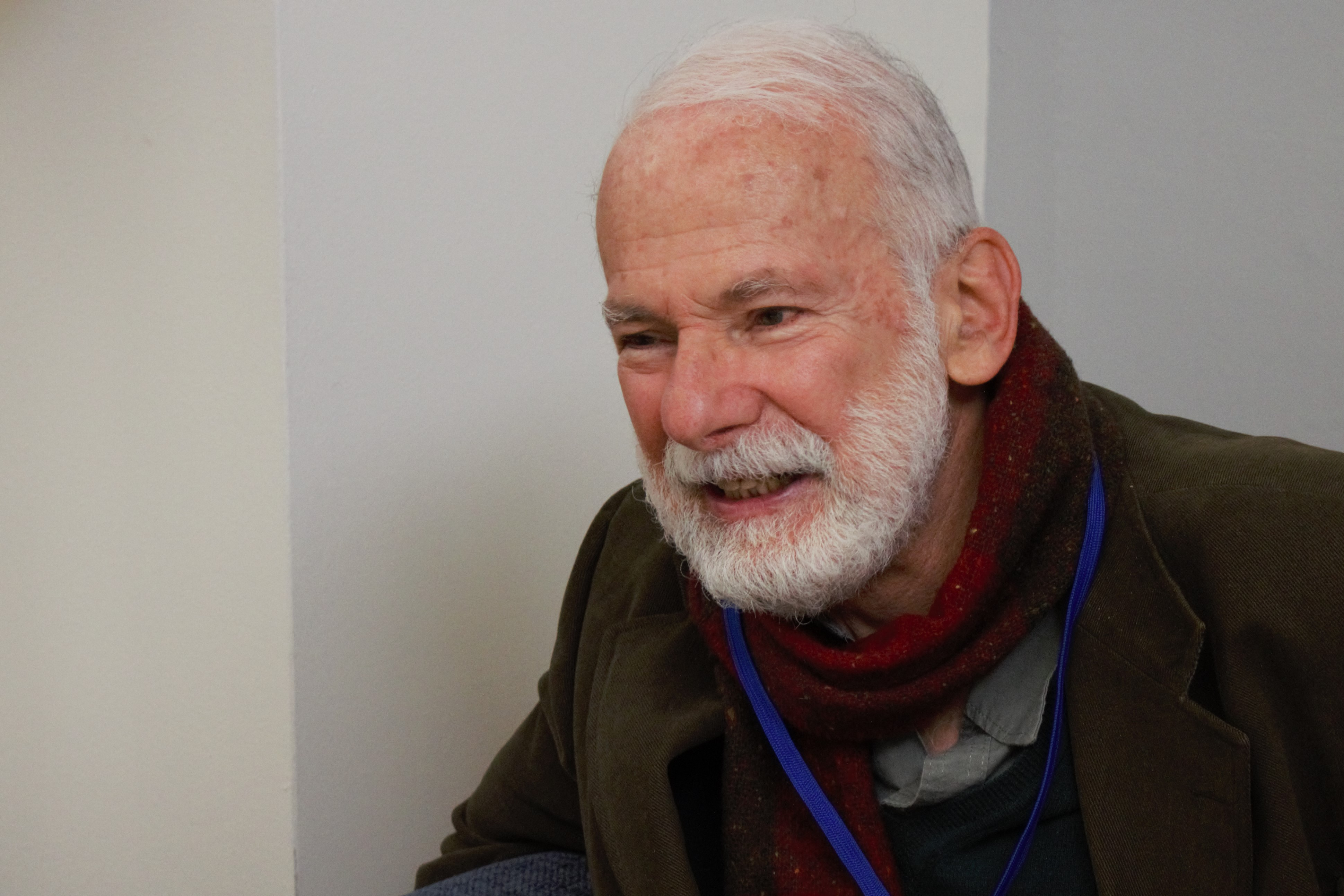
El dibuixant italià Vittorio Giardino.
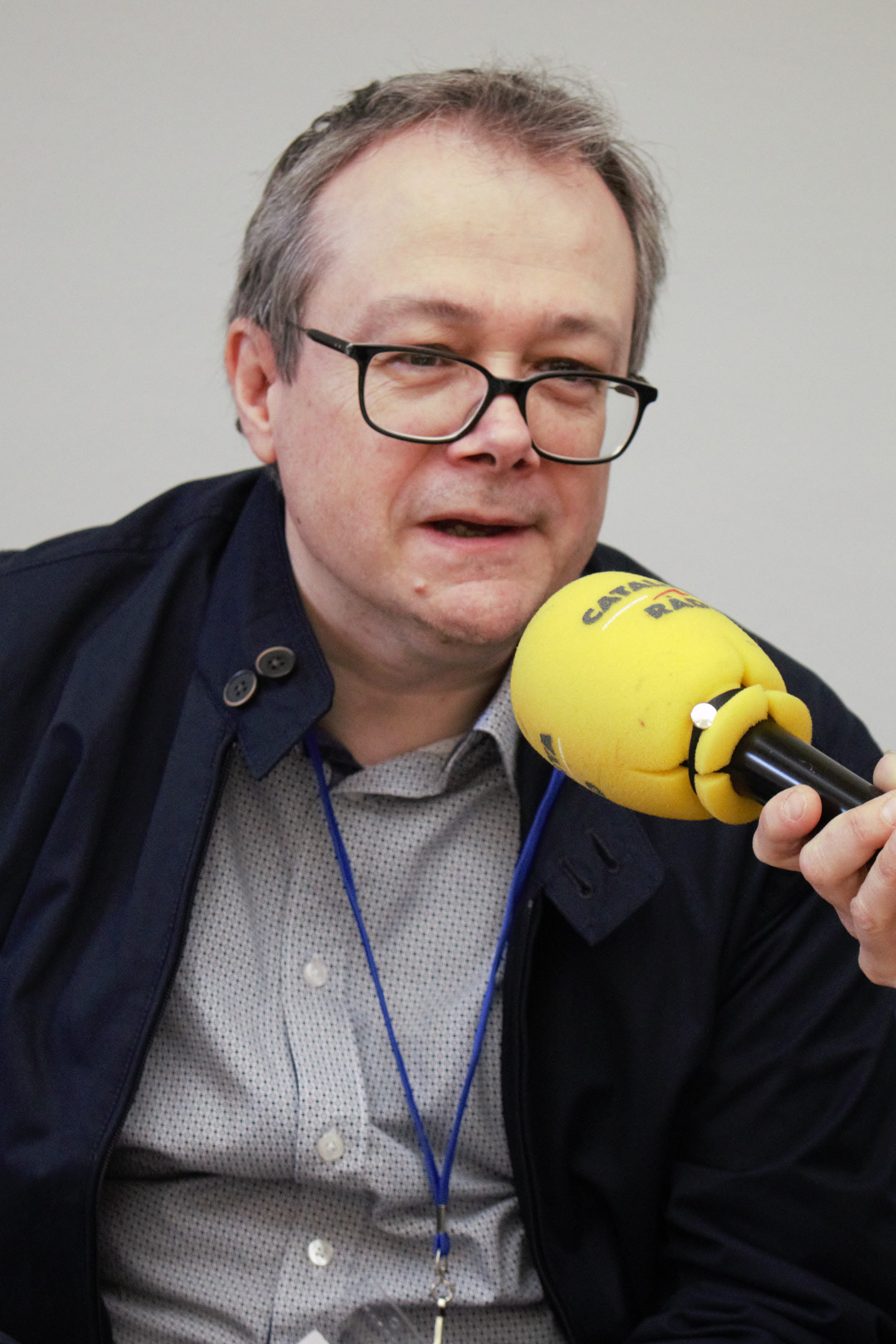
L'autor francès Fabrice Parme.
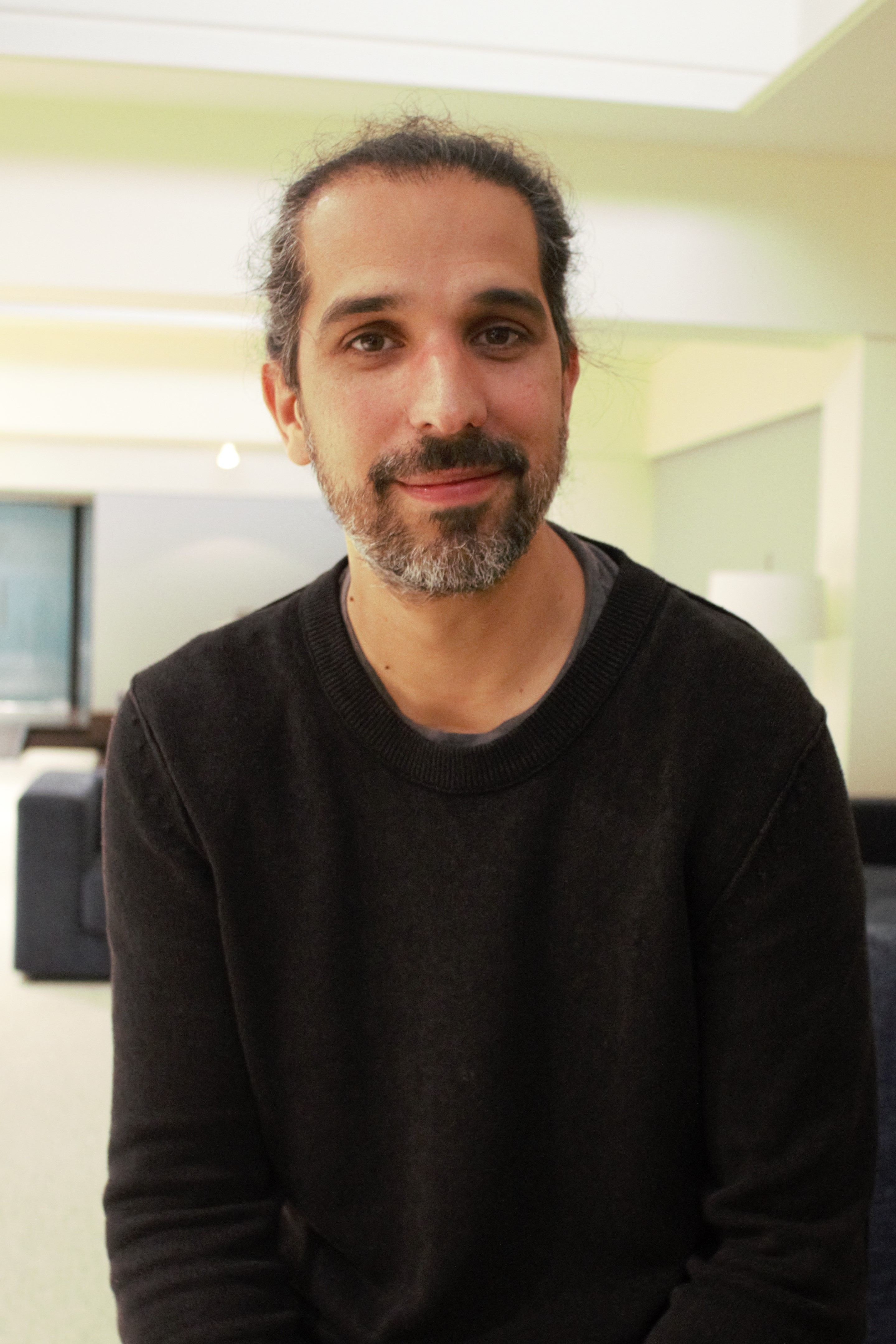
El director Javier Ruiz Caldera va presentar Super López.
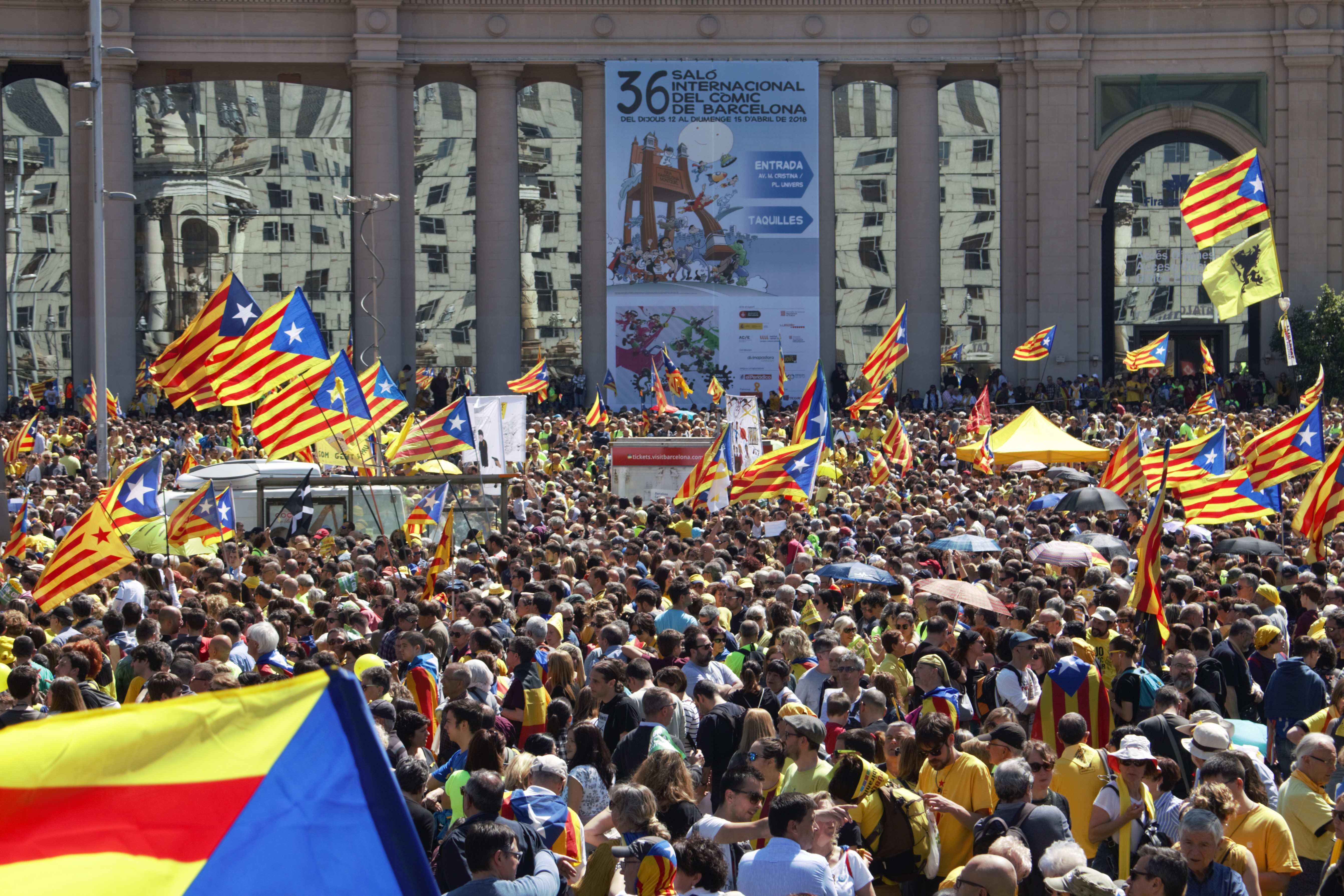
La manifestació va col·lapsar l'entrada.
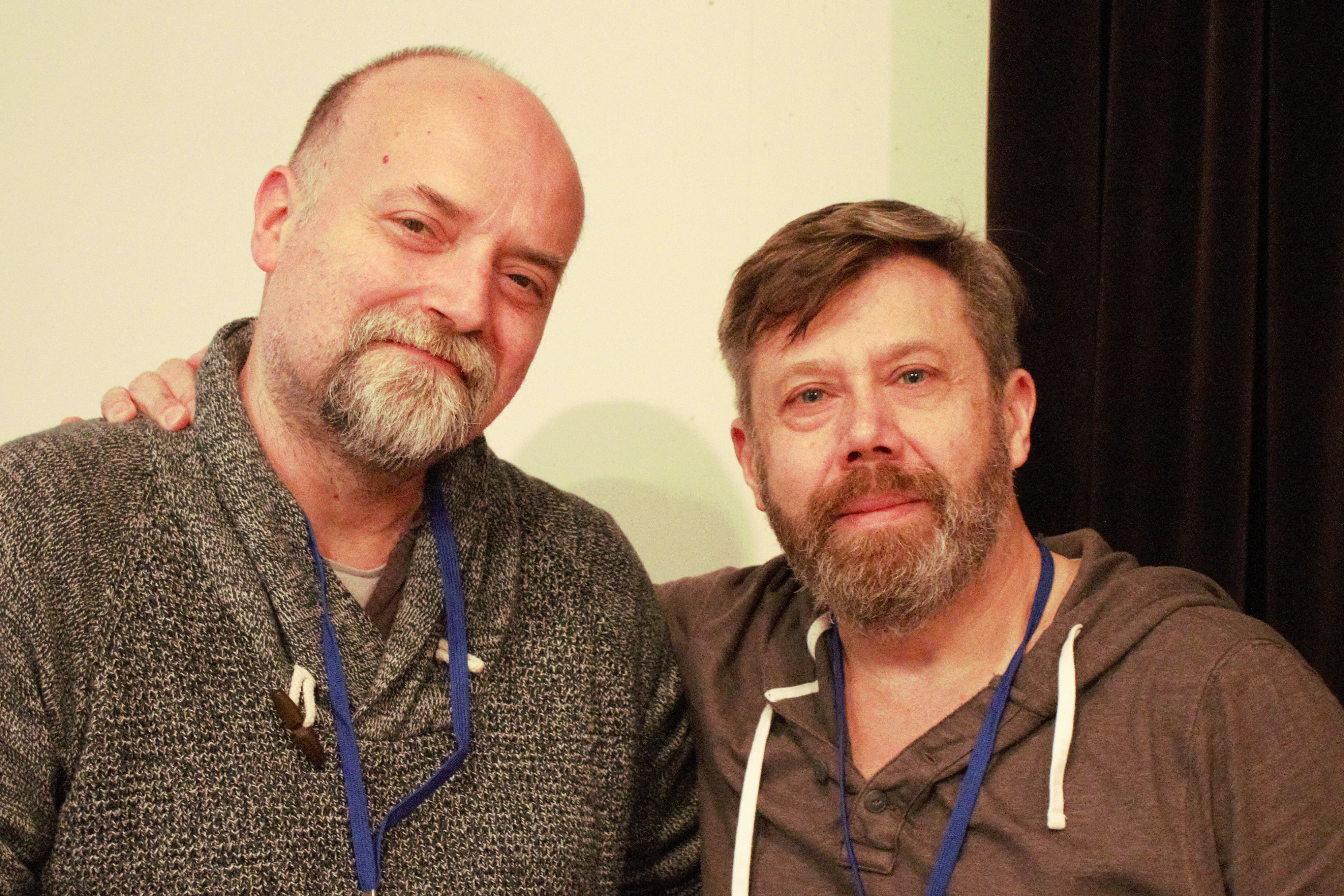
A. Guiral i C. Pacheco.
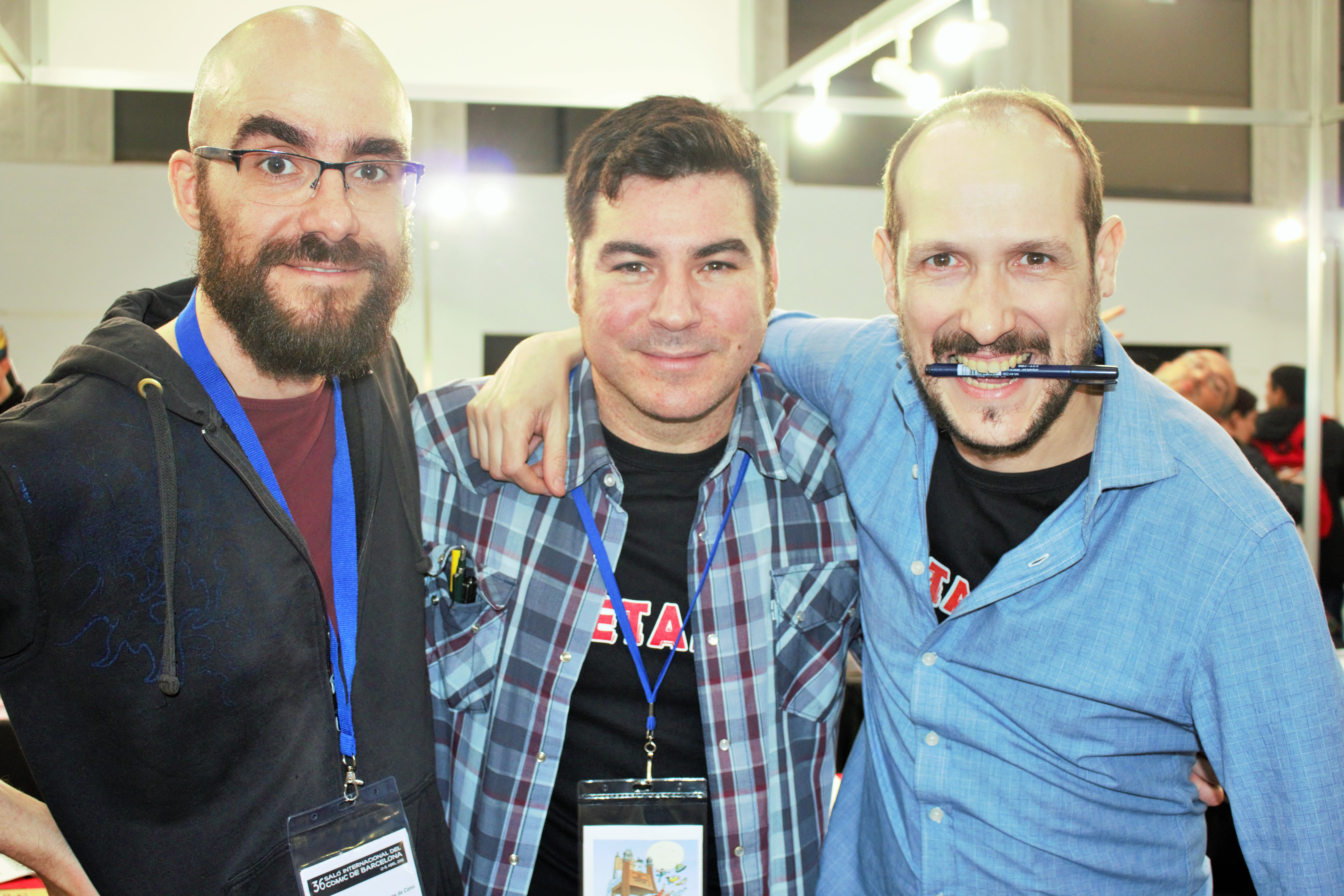
Fanzine Los Diletantes.
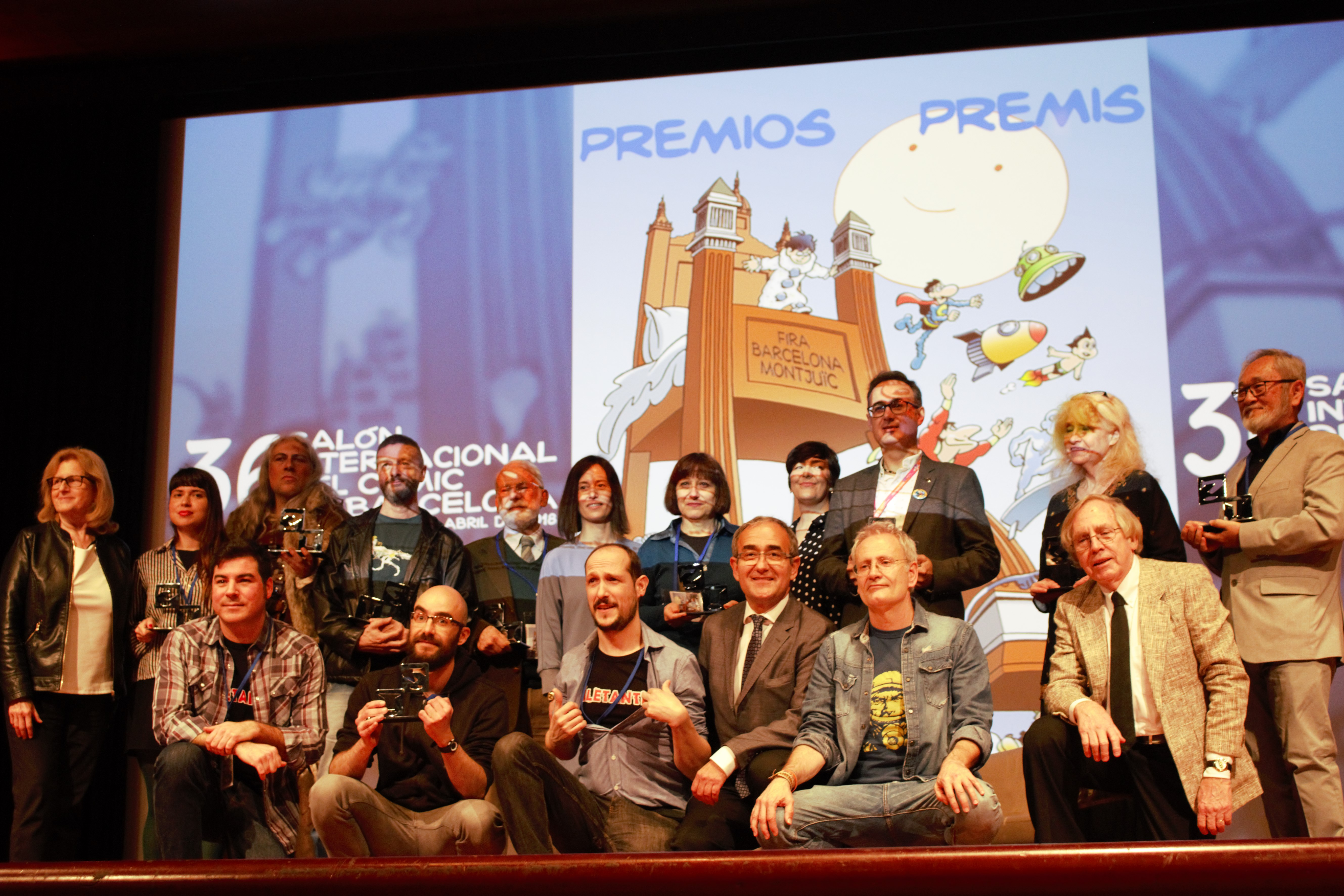
Guardonats
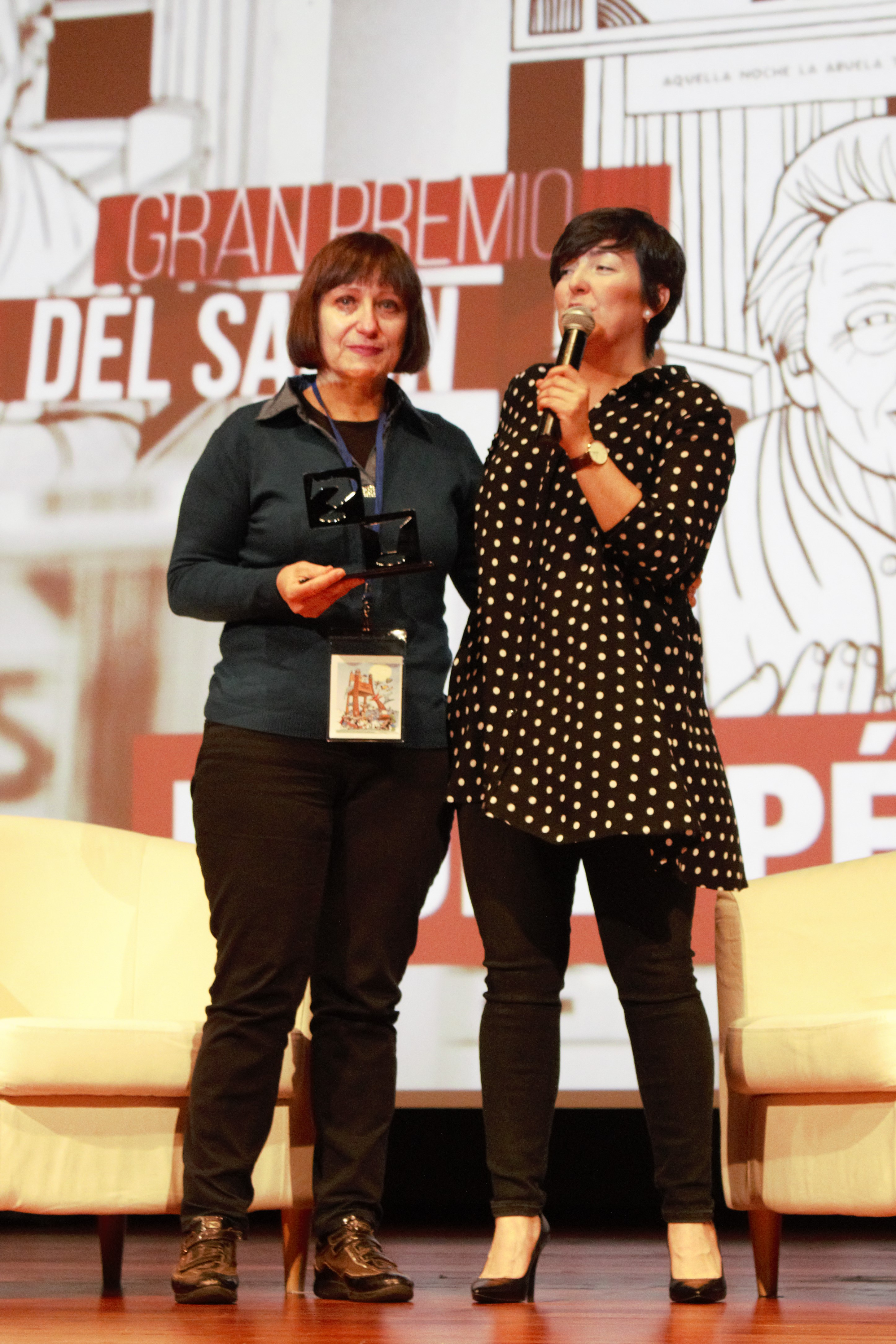
L. Vernetti i L. Barrachina
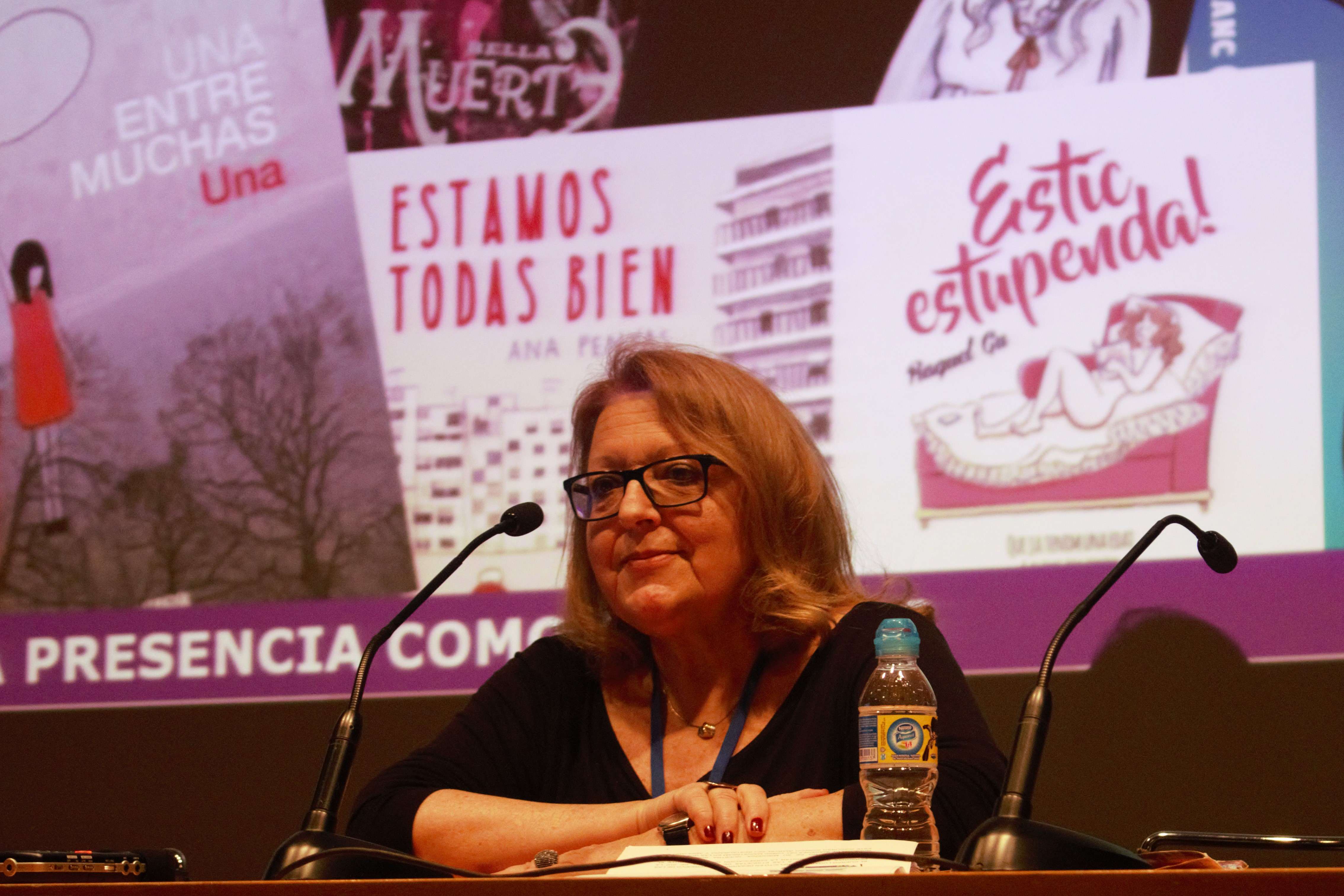
Marika en una conferència.
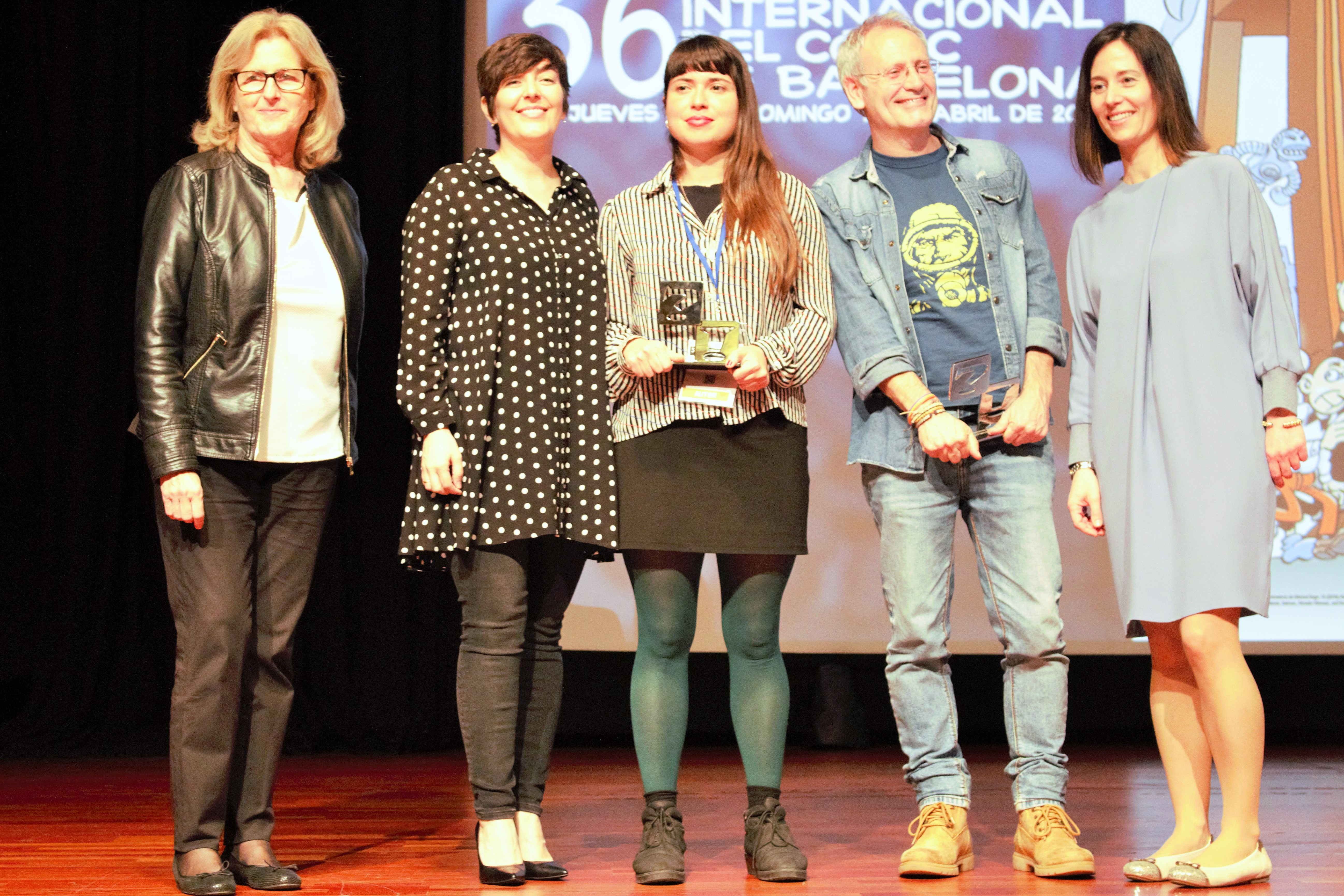
Cerimònia dels premis.
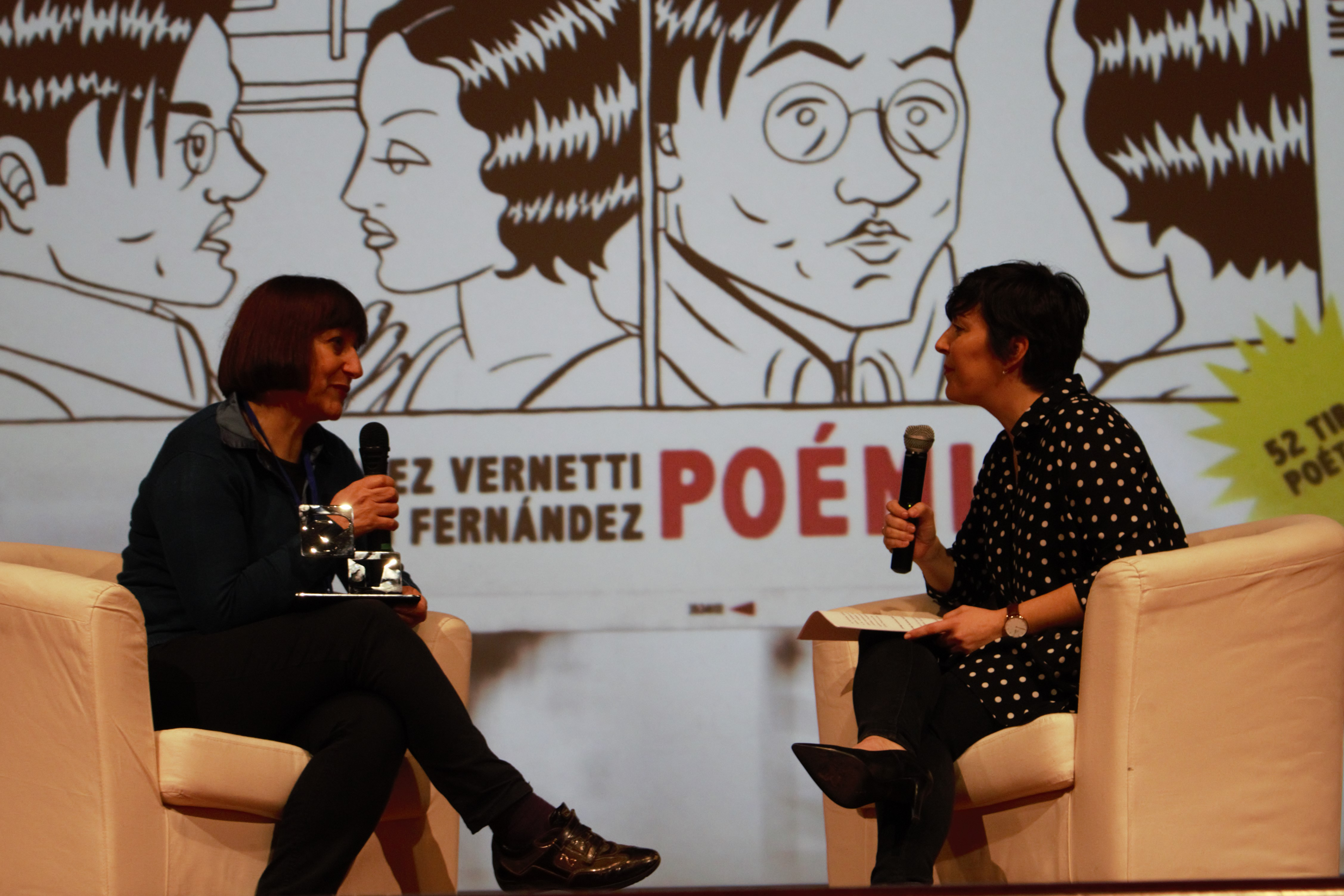
L. Vernetti i L. Barrachina